# India
La India (en hindi: भारत, Bhāratⓘ), oficialmente República de la India (en hindi: भारत गणराज्य Bhārat Gaṇarājya; en inglés: Republic of India), es un país soberano ubicado en Asia del Sur. Con un estimado de más de 1 437 millones de habitantes, es el país más poblado del mundo. Su superficie es de 3 287 263 km2, lo cual lo ubica en el séptimo lugar entre los países más extensos del planeta.
Limita con el océano Índico al sur, con el mar Arábigo al oeste y con el golfo de Bengala al este, a lo largo de una línea costera de más de 7517 kilómetros. La India también limita con Pakistán al oeste; al norte con China, Nepal y Bután y al este con Bangladés y Birmania. Además, la India está ubicada cerca de las islas de Sri Lanka, Maldivas e Indonesia. Su capital es Nueva Delhi y su ciudad más poblada es Bombay.
Hogar de la cultura del valle del Indo y una región histórica por sus rutas comerciales y grandes imperios, el subcontinente indio fue identificado por su riqueza cultural y comercial en la mayor parte de su larga historia. El hinduismo (Sanātana Dharma), el budismo, el jainismo y el sijismo, se originaron allí, mientras que otras religiones como el zoroastrismo, el judaísmo, el cristianismo y el islam llegaron durante el I milenio, dando forma a diversas culturas de la región.
Gradualmente anexada por la Compañía Británica de las Indias Orientales desde principios del siglo XVIII y colonizada por el Reino Unido desde mediados del siglo XIX, la India se convirtió en una nación independiente en 1947, tras una lucha por la independencia que estuvo marcada por un movimiento de no violencia, encabezada por Mahatma Gandhi.
La India es una república federal compuesta por 28 estados y ocho territorios de la Unión con un sistema de democracia parlamentaria.
En 2017, la economía india es la tercera más grande del mundo y la sexta en términos de PIB nominal. Las reformas económicas de 1991 la han transformado en una de las economías de más rápido crecimiento; sin embargo, todavía sufre de problemas como los altos niveles de pobreza, analfabetismo, epidemias, malnutrición y constantes violaciones de los derechos de las mujeres. En 2016, el 10 % más rico de la población posee el 55 % del ingreso nacional. Además de una sociedad plural en lo religioso, multilingüe y multiétnica, la India también alberga una flora y fauna diversas en diferentes hábitats protegidos.
Además, la República de la India es uno de los nueve países que poseen un arsenal nuclear y no es signataria del Tratado de No Proliferación Nuclear, dado que, en sus actuales términos, no le permitiría mantener su armamento atómico. La India pasó del puesto 140 al 177 entre 2016 y 2018 en el Índice de Desempeño Ambiental compilado por investigadores de las universidades de Yale y Columbia. En particular, el estudio destaca el «alarmante» deterioro de la calidad del aire.
La India se caracteriza por una gran desigualdad social. El 1 % más rico de la población gana más del 20 % de la renta nacional total en 2021, mientras que el 50 % más pobre solo gana el 13 % de la renta nacional total. La India se encuentra actualmente entre los países más desiguales del mundo, según el Informe sobre la Desigualdad Mundial 2022, que califica a India de «país pobre y muy desigual con una élite rica».
El hindi y el inglés son los dos idiomas nacionales oficiales en todo el territorio. Además, son idiomas nacionales los siguientes: asamés, bengalí, bodo, dogri, gujarati, himachal, kannada, kashmiri, konkani, maithili, malayalam, marathi, manipuri, nepalí, oriya, punjabi, sánscrito, santali, sindhi, tamil, telugu y urdu. El número de dialectos supera los 1600.[cita requerida]

## Etimología
El nombre de «India» deriva de la palabra Indo, que proviene del vocablo persa hindu (/jíndu/), del sánscrito Sindhu (/síndJu), la denominación local histórica para el río Indo.
Los antiguos griegos se referían a los indios como ινδοί (/indoí/), la gente del río Indo.
La Constitución de la India y varios idiomas hablados en el país también reconocen Bharat (pronunciado [ˈbʱɑːrʌt̪]) como nombre oficial del Estado.
Bharat deriva del nombre del legendario rey de la mitología hinduista Bharata.[cita requerida] Hindustán ―originalmente una palabra persa para designar la ‘tierra de los hindus’―, se refiere al norte de la India pero en ocasiones también se utiliza como sinónimo para todo el país.

## Símbolos nacionales
Los principales símbolos nacionales del país son su bandera, su emblema y su himno. La India cuenta también con otros símbolos nacionales como la canción Vande Mataram (compuesta en sánscrito por Bankimchandra Chatterji y que tiene el mismo estatus que el himno nacional) o varias especies de animales significativas del país. Además de los símbolos nacionales, cada estado y territorio de la unión tiene sus propios símbolos. Además de la bandera, el emblema, el himno y la canción nacional, la India posee diversos símbolos nacionales: el pájaro nacional (el pavo real común), la flor nacional (el loto sagrado o loto indio), el árbol nacional (el baniano), el calendario nacional, el animal nacional (el tigre) y el símbolo de la moneda (₹).

## Historia

### India antigua
Hace 55.000 años, los primeros humanos modernos, también conocidos como Homo sapiens, habían llegado al subcontinente indio desde África, donde habían evolucionado anteriormente. Los restos de humanos modernos más antiguos que se conocen en el sur de Asia datan de hace unos 30.000 años. Después de 6500 a. C., aparecieron pruebas de la domesticación de cultivos alimentarios y animales, la construcción de estructuras permanentes y el almacenamiento de excedentes agrícolas en Mehrgarh y otros sitios en lo que hoy es Baluchistán, Pakistán. Estos se desarrollaron gradualmente en la civilización del valle del Indo, la primera cultura urbana en el sur de Asia, que floreció durante 2500-1900 a. C. en lo que hoy es Pakistán y el oeste de la India. Centrada en ciudades como Mohenjo-Daro, Harappa, Dholavira y Kalibangan, y basándose en diversas formas de subsistencia, la civilización se comprometió con fuerza en la producción de artesanías y un amplio comercio.
Durante el período 2000–500 a. C., muchas regiones del subcontinente pasaron de las culturas calcolíticas a las de la Edad del Hierro. Los Vedas, las escrituras más antiguas asociadas con el hinduismo, fueron compuestas durante este período y los historiadores los han analizado para postular una cultura védica en la región de Punjab y la llanura del Ganges superior. La mayoría de los historiadores también consideran que este período abarcó varias oleadas de migración indoaria hacia el subcontinente desde el noroeste. El sistema de castas, que creó una jerarquía de sacerdotes, guerreros y campesinos libres, pero que excluyó a los pueblos indígenas al etiquetar sus ocupaciones como impuras, surgió durante este período. En la meseta del Decán, la evidencia arqueológica de este período sugiere la existencia de una etapa de jefatura de organización política. En el sur de la India, una progresión a la vida sedentaria está indicada por el gran número de monumentos megalíticos que datan de este período, así como por los rastros cercanos de agricultura, tanques de riego y tradiciones artesanales.
A finales del período védico, alrededor del siglo VI a. C., los pequeños estados y jefaturas de la llanura del Ganges y las regiones del noroeste se habían consolidado en dieciséis oligarquías y monarquías importantes que se conocían como mahajanapadas. La urbanización emergente dio lugar a movimientos religiosos no védicos, dos de los cuales se convirtieron en religiones independientes. El jainismo adquirió importancia durante la vida de su modelo, Mahavira. El budismo, basado en las enseñanzas de Gautama Buddha, atrajo seguidores de todas las clases sociales excepto la clase media. La crónica de la vida de Buda fue fundamental para los inicios de la historia registrada en la India. En una época de creciente riqueza urbana, ambas religiones sostuvieron la renunciación como un ideal, y ambas establecieron tradiciones monásticas duraderas. Políticamente, en el siglo III a. C., el reino de Magadha se había anexado o reducido a otros estados para surgir como el Imperio Maurya. Alguna vez se pensó que el imperio controlaba la mayor parte del subcontinente, excepto el extremo sur, pero ahora se cree que sus regiones centrales estaban separadas por grandes áreas autónomas. Los reyes Maurya son conocidos tanto por la construcción de imperios y la gestión decidida de la vida pública, como también por emperadores como Asoka, el cual destacó por la renuncia al militarismo y la amplia defensa del dhamma budista.
La literatura Sangam de la lengua tamil revela que, entre el 200 a. C. y el 200 d. C., la península meridional estuvo gobernada por los Cheras, los Cholas y los Pandyas, dinastías que comerciaban extensamente con el Imperio romano y con Asia occidental y sudoriental. En el norte de la India, el hinduismo afirmó el control patriarcal dentro de la familia, lo que llevó a una mayor subordinación de las mujeres. En los siglos IV y V, el Imperio Gupta creó un complejo sistema de administración e impuestos en la gran llanura del Ganges; este sistema se convirtió en un modelo para los reinos indios posteriores. Bajo los Guptas, comenzó a imponerse un hinduismo renovado basado en la devoción, más que en la gestión del ritual. Esta renovación se reflejó en un florecimiento de la escultura y la arquitectura, que encontró patrocinadores entre una élite urbana. También floreció la literatura clásica en sánscrito, y la ciencia, la astronomía, la medicina y las matemáticas de la India lograron avances significativos.

### India medieval
La edad medieval temprana de la India, del 600 al 1200 d. C., se define por los reinos regionales y la diversidad cultural. Cuando Harsha de Kannauj, que gobernó gran parte de la llanura indogangética de 606 a 647 d. C., intentó expandirse hacia el sur, fue derrotado por el gobernante Chalukya del Decán. Cuando su sucesor intentó expandirse hacia el este, fue derrotado por el rey Pala de Bengala. Cuando los Chalukyas intentaron expandirse hacia el sur, fueron derrotados por los Pallavas desde más al sur, quienes a su vez se opusieron a los Pandyas y los Cholas de aún más al sur. Ningún gobernante de este período fue capaz de crear un imperio y controlar constantemente tierras mucho más allá de su región central. Durante este tiempo, los pueblos pastores, cuyas tierras habían sido despejadas para dar paso a la creciente economía agrícola, se acomodaron dentro de la sociedad de castas, al igual que las nuevas clases dominantes no tradicionales. En consecuencia, el sistema de castas comenzó a mostrar diferencias regionales.
En los siglos VI y VII, se crearon los primeros himnos devocionales en idioma tamil. Fueron imitados en toda la India y llevaron tanto al resurgimiento del hinduismo como al desarrollo de todas las lenguas modernas del subcontinente. La realeza india y los templos que frecuentaban atrajeron a un gran número de ciudadanos a las ciudades capitales, que también se convirtieron en centros económicos. Ciudades del templo de varios tamaños comenzaron a aparecer en todas partes cuando la India se sometió a otra urbanización. En los siglos VIII y IX, los efectos se sintieron en el sudeste asiático, ya que la cultura y los sistemas políticos del sur de la India se exportaron a tierras que se convirtieron en parte de lo que hoy es Myanmar, Tailandia, Laos, Brunéi, Camboya, Vietnam, Filipinas, Malasia e Indonesia. Comerciantes, eruditos y, a veces, ejércitos indios participaron en esta transmisión; los asiáticos del sudeste también tomaron la iniciativa, y muchos de ellos residieron en seminarios indios y tradujeron textos budistas e hindúes a sus idiomas.
Después del siglo X, los clanes nómadas musulmanes de Asia Central, utilizando la caballería de caballos rápidos y levantando vastos ejércitos unidos por la etnia y la religión, invadieron repetidamente las llanuras del noroeste de Asia meridional, lo que finalmente condujo al establecimiento del Sultanato de Delhi islámico en 1206. El sultanato iba a controlar gran parte del norte de la India y realizar muchas incursiones en el sur de la India. Aunque al principio fue perturbador para las élites indias, el sultanato dejó en gran parte a su vasta población de sujetos no musulmanes a sus propias leyes y costumbres. Rechazando repetidamente a los asaltantes mongoles, en el siglo XIII, el sultanato salvó a la India de la devastación visitada en Asia occidental y central, preparando el escenario para siglos de migración de soldados, hombres instruidos, místicos, comerciantes, artistas y artesanos de esa región hacia el subcontinente, creando así una cultura indoislámica sincrética en el norte. Las incursiones del sultanato y el debilitamiento de los reinos regionales del sur de la India allanaron el camino para el imperio indígena Vijayanagara. Adoptando una fuerte tradición shaivita y basándose en la tecnología militar del sultanato, el imperio llegó a controlar gran parte de la India peninsular, e iba a influir en la sociedad del sur de la India durante mucho tiempo después.

Mapa del Raj Británico

### India moderna temprana
A principios del siglo XVI, el norte de la India, entonces bajo gobernantes principalmente musulmanes, cayó nuevamente ante la movilidad superior y la potencia de fuego de una nueva generación de guerreros de Asia Central. El Imperio Mughal resultante no acabó con las sociedades locales que llegó a gobernar. En cambio, los equilibró y pacificó a través de nuevas prácticas administrativas y élites gobernantes diversas e inclusivas condujeron a un gobierno más sistemático, centralizado y uniforme. Evitando los lazos tribales y la identidad islámica, especialmente bajo Akbar, los mogoles unieron sus reinos lejanos a través de la lealtad, expresada a través de una cultura perianizada, a un emperador que tenía un estatus casi divino. Las políticas económicas del estado de Mughal, que derivan la mayoría de los ingresos de la agricultura y ordenan que los impuestos se paguen en la moneda de plata bien regulada, hicieron que los campesinos y artesanos ingresaran a mercados más grandes. La relativa paz mantenida por el imperio durante gran parte del siglo XVII fue un factor en la expansión económica de la India, resultó en un mayor patrocinio de la pintura, las formas literarias, los textiles y la arquitectura. Grupos sociales recientemente coherentes en el norte y el oeste de la India, como los marathas, los rajputs y los sikhs, ganaron ambiciones militares y de gobierno durante el gobierno de Mughal, lo que, a través de la colaboración o la adversidad, les dio tanto reconocimiento como experiencia militar. La expansión del comercio durante el gobierno mogol dio lugar a nuevas élites comerciales y políticas indias a lo largo de las costas del sur y este de la India. A medida que el imperio se desintegró, muchas de estas élites pudieron buscar y controlar sus propios asuntos.
A principios del siglo XVIII, con las líneas entre el dominio comercial y el político cada vez más difusas, varias empresas comerciales europeas, incluida la Compañía Inglesa de las Indias Orientales, habían establecido puestos de avanzada en la costa. El control de los mares por parte de la Compañía de las Indias Orientales, mayores recursos y entrenamiento y tecnología militares más avanzados la llevaron a afirmar cada vez más su fuerza militar y la hicieron atractiva para una parte de la élite india; estos factores fueron cruciales para permitir que la empresa ganara el control de la región de Bengala en 1765 y dejara de lado a las demás empresas europeas. Su mayor acceso a las riquezas de Bengala y el posterior aumento de la fuerza y el tamaño de su ejército le permitieron anexar o someter la mayor parte de la India en la década de 1820. La India ya no exportaba productos manufacturados como hacía mucho tiempo, sino que abastecía al Imperio Británico de materias primas. Muchos historiadores consideran que este es el comienzo del período colonial de la India. En ese momento, con su poder económico severamente restringido por el Parlamento británico y habiéndose convertido efectivamente en un brazo de la administración británica, la compañía comenzó de manera más consciente a ingresar en áreas no económicas como la educación, la reforma social y la cultura.

### India moderna
Los historiadores consideran que la Edad Moderna de la India comenzó en algún momento entre 1848 y 1885. El nombramiento en 1848 de Lord Dalhousie como gobernador general de la Compañía de las Indias Orientales sentó las bases para los cambios esenciales para un Estado moderno. Estos incluyeron la consolidación y demarcación de la soberanía, la vigilancia de la población y la educación de los ciudadanos. Los cambios tecnológicos —entre ellos, los ferrocarriles, los canales y el telégrafo— se introdujeron poco después de su introducción en Europa. Sin embargo, el descontento con la empresa también creció durante este tiempo y desencadenó la rebelión de la India de 1857. Alimentada por diversos resentimientos y percepciones, incluidas reformas sociales invasivas al estilo británico, severos impuestos sobre la tierra y un trato sumario de algunos terratenientes y príncipes ricos, la rebelión sacudió muchas regiones del norte y centro de la India y sacudió los cimientos del gobierno de la Compañía. Aunque la rebelión fue reprimida en 1858, condujo a la disolución de la Compañía de las Indias Orientales y la administración directa de la India por parte del Gobierno británico. Proclamando un estado unitario y un sistema parlamentario gradual pero limitado al estilo británico, los nuevos gobernantes también protegieron a los príncipes y la nobleza terrateniente como salvaguardia feudal contra los disturbios futuros. En las décadas siguientes, la vida pública emergió gradualmente en toda la India, lo que finalmente condujo a la fundación del Congreso Nacional Indio en 1885.
La avalancha de tecnología y la comercialización de la agricultura en la segunda mitad del siglo XIX estuvo marcada por reveses económicos y muchos pequeños agricultores se volvieron dependientes de los caprichos de mercados lejanos. Hubo un aumento en el número de hambrunas a gran escala y, a pesar de los riesgos de desarrollo de infraestructura soportados por los contribuyentes indios, se generó poco empleo industrial para los indios. También hubo efectos saludables: los cultivos comerciales, especialmente en el Punjab recién canalizado, condujeron a un aumento de la producción de alimentos para el consumo interno. La red ferroviaria proporcionó un alivio crítico para la hambruna, redujo notablemente el costo de transporte de mercancías, y ayudó a la naciente industria de propiedad india.
Entre las décadas de 1870 y 1890, casi cuarenta millones de indios murieron a causa de sucesivas hambrunas. Según el historiador Niall Ferguson, "hay pruebas claras de incompetencia, negligencia e indiferencia ante la difícil situación de los hambrientos", pero ninguna responsabilidad directa, ya que la administración colonial simplemente permaneció pasiva. Por el contrario, para el periodista Johann Hari: "Lejos de no hacer nada durante la hambruna, los británicos hicieron mucho, para empeorar las cosas. Las autoridades habrían seguido fomentando las exportaciones a la metrópoli sin preocuparse por los millones de muertos en suelo indio. El historiador Mike Davis también apoya la idea de que "Londres se estaba comiendo el pan de la India" durante la hambruna. Además, el virrey Robert Lytton prohibió la asistencia a los hambrientos, que a veces eran descritos como "indolentes" o "incompetentes para el trabajo". Los periódicos de las zonas no afectadas por la hambruna recibieron instrucciones de informar lo menos posible sobre ella. Según Mike Davis, Lord Lytton se guiaba por la idea de que "ciñéndose a la economía liberal, estaba ayudando oscuramente al pueblo indio".
Después de la Primera Guerra Mundial, en la que sirvieron aproximadamente un millón de indios, comenzó un nuevo período. Estuvo marcado por reformas británicas pero también legislación represiva, por llamamientos indios más estridentes al autogobierno y por los inicios de un movimiento no violento de no cooperación, del cual Mohandas Karamchand Gandhi se convertiría en el líder y símbolo perdurable. Durante la década de 1930, los británicos promulgaron una lenta reforma legislativa; el Congreso Nacional Indio obtuvo victorias en las elecciones resultantes. La siguiente década estuvo plagada de crisis: la participación india en la Segunda Guerra Mundial, el último impulso del Congreso a la no cooperación, y un resurgimiento del nacionalismo musulmán. Todos fueron coronados por el advenimiento de la independencia en 1947, pero moderados por la partición de India en dos Estados: India y Pakistán.
Vital para la autoimagen de la India como nación independiente fue su constitución, terminada en 1950, que estableció una república laica y democrática. Se ha mantenido como una democracia con libertades civiles, una Corte Suprema activa y una prensa en gran parte independiente. La liberalización económica, que comenzó en la década de 1990, ha creado una gran clase media urbana, transformado la India en una de las economías de más rápido crecimiento del mundo, y aumentó su influencia geopolítica. Las películas, la música y las enseñanzas espirituales de la India desempeñan un papel cada vez más importante en la cultura mundial. Sin embargo, la India también está moldeada por una pobreza aparentemente inquebrantable, tanto rural como urbana; por violencia relacionada con las castas y las religiones; por insurgencias naxalitas de inspiración maoísta; y por el separatismo en Jammu y Cachemira y en el noreste de la India. Tiene disputas territoriales sin resolver con China y Pakistán. Las libertades democráticas sostenidas de la India son únicas entre las naciones más nuevas del mundo; sin embargo, a pesar de sus recientes éxitos económicos, la liberación de la miseria de su población desfavorecida sigue siendo un objetivo que aún no se ha logrado.

## Gobierno y política

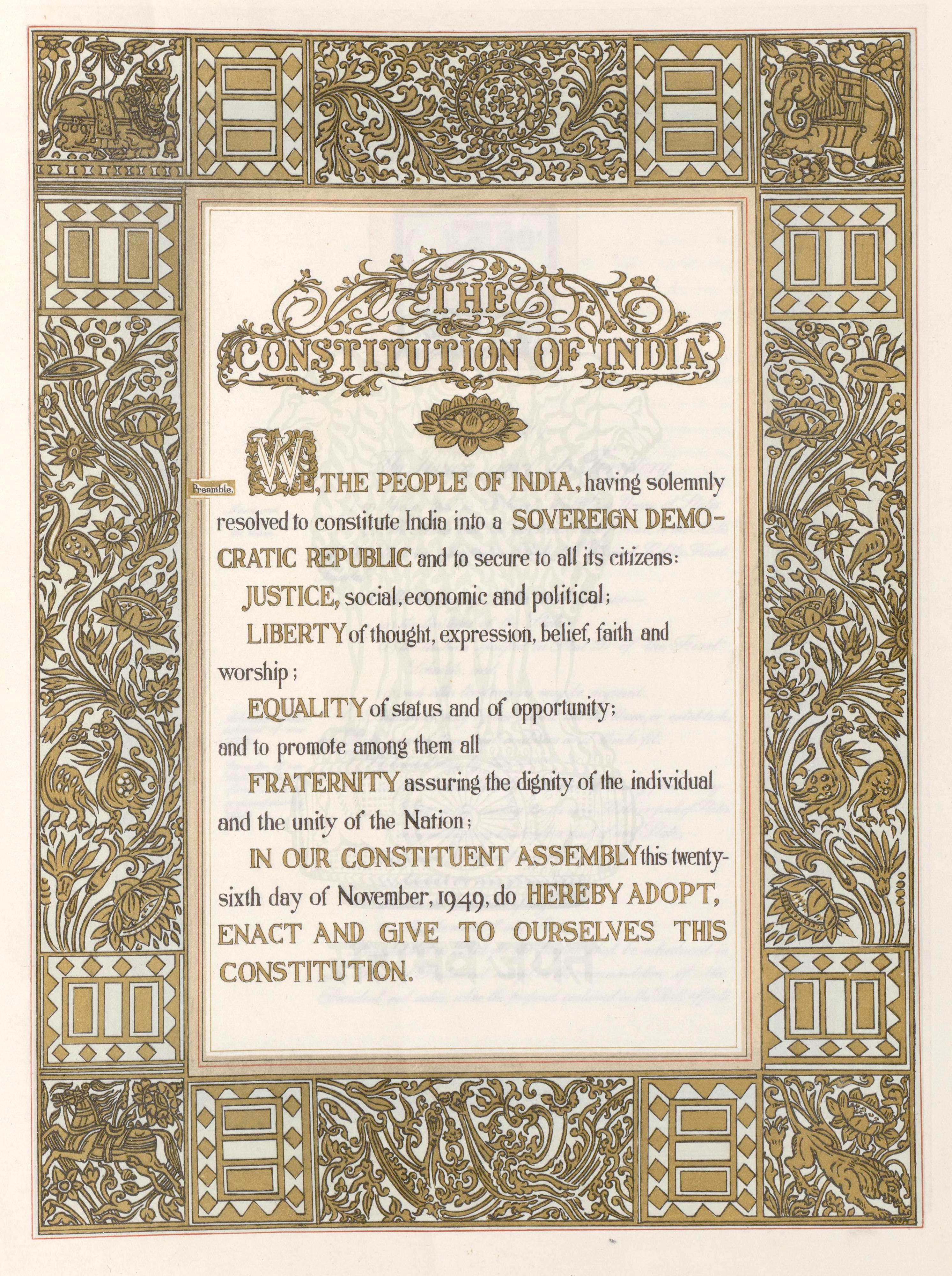
La Constitución de la India entró en vigor el 26 de enero de 1950, tres años después de la declaración de independencia.

La Constitución de la India, la más larga de cualquier nación independiente en el mundo, entró en vigor el 26 de enero de 1950. El preámbulo de la Constitución define a la India como una república soberana, socialista, secular y democrática. La India tiene un Parlamento bicameral, el cual se rige bajo el sistema Westminster. Su forma de gobierno fue tradicionalmente descrita como «cuasifederalista» con una fuerte tendencia a la centralización, teniendo los estados un poder más débil, pero desde finales de la década de 1990, ha crecido cada vez más el federalismo, como resultado de los cambios políticos, económicos y sociales.
El presidente de la India es el jefe de Estado y es elegido indirectamente por un colegio electoral, para un mandato de cinco años. El primer ministro es el jefe de Gobierno y ejerce la mayoría de las funciones del poder ejecutivo.[cita requerida] Nombrado por el presidente, para un mandato de cinco años, el primer ministro por lo general es simpatizante del partido o alianza política que cuenta con la mayoría de los asientos en la cámara baja del parlamento.[cita requerida] El poder ejecutivo consiste en el presidente, el vicepresidente y el Consejo de Ministros (siendo el gabinete su Comité Ejecutivo), encabezado por el primer ministro. Cualquier ministro del Consejo debe ser un miembro de cualquier cámara del Parlamento. En el sistema parlamentario indio, el poder ejecutivo está subordinado al poder legislativo, el primer ministro y su Consejo son vigilados directamente por la cámara baja del Parlamento.
El poder legislativo en la India está representado por un parlamento bicameral, llamado Sansad, que consiste en la cámara alta, llamada la Rajya Sabha (Consejo de los Estados) y la cámara baja llamada Lok Sabha (cámara del pueblo). La Rajya Sabha nominalmente cuenta con 245 miembros. En marzo de 2022 la Rajya Sabha tuvo 236 miembros. Los diputados de la Rajya Sabha sirven términos de seis años. (Cada dos años se renueva un tercio de los escaños.) 233 miembros son elegidos indirectamente, es decir por los Parlamentos de los estados y territorios de la unión. 12 miembros se nombran por el presidente. La Lok Sabha cuenta con un máximo de 552 miembros: hasta 530 representando los estados, hasta 20 representando los territorios de la unión y hasta dos representando la comunidad anglo-india. Los últimos se nombran por el presidente si piensa que la comunidad anglo-india no está representada suficientemente en el Parlamento. Los otros miembros de la Lok Sabha se eligen cada cinco años directamente por la población con derecho a voto.
La India cuenta con un poder judicial unitario de tres niveles, que consiste en la Corte Suprema, encabezada por el juez presidente de la India, veintiún tribunales superiores, y un gran número de tribunales de primera instancia. La Corte Suprema tiene jurisdicción original sobre casos relacionados con los derechos humanos fundamentales y sobre las disputas entre los Gobiernos estatal y federal, así como la jurisdicción sobre las apelaciones en los tribunales superiores. Es judicialmente independiente, y tiene el poder de declarar y aprobar leyes y de revocar las leyes de algún estado que se perciban como anticonstitucionales. El papel que ejerce como el mejor intérprete de la Constitución, es una de las funciones más importantes de esta institución.

### Política

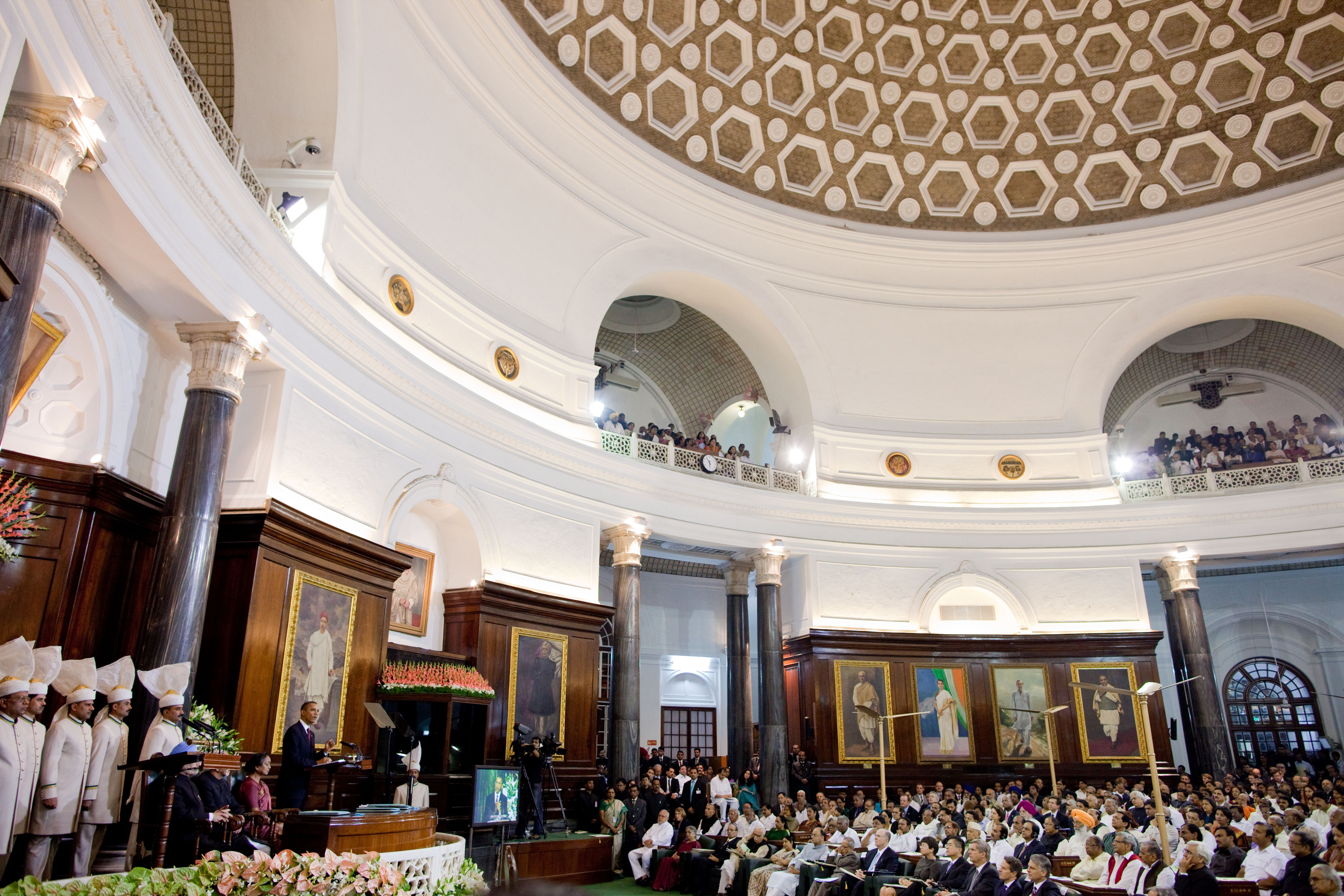
El Parlamento de la India, en Nueva Delhi.

La India es la democracia más poblada en el mundo. Durante gran parte de la vida independiente del país, el Gobierno federal ha sido dirigido por el Congreso Nacional Indio (INC). La política en los estados es dominada por varios partidos nacionales, incluyendo el INC, el Bharatiya Janata Party (BJP), el Partido Comunista de la India (Marxista) (CPI (M)) y otros partidos regionales. De 1950 a 1990, salvo dos breves periodos, el INC disfrutó de una mayoría parlamentaria. El INC salió del poder entre 1977 y 1980, cuando el partido Janata ganó la elección, debido en parte al descontento general con la declaración de estado de emergencia por parte de la entonces primera ministra Indira Gandhi. En 1989, una coalición del Frente Nacional dirigida por el partido Janata Dal, en alianza con una coalición del Frente de Izquierda ganó las elecciones, pero logró mantenerse en el poder por solo dos años. En las elecciones de 1991 ningún partido político obtuvo una mayoría absoluta, por lo que el INC formó un Gobierno de minoría bajo el mando del primer ministro P. V. Narasimha Rao, el cual permaneció en el poder por cinco años.
Los años entre 1996 y 1998 fueron un período de agitación en el Gobierno federal con varias alianzas de corta duración intentando estabilizar al país. El BJP formó un Gobierno brevemente en 1996, seguido por la coalición del Frente Unido que excluyó tanto al BJP como al INC. En 1998, el BJP formó con otros partidos más pequeños la Alianza Democrática Nacional (NDA), la cual obtuvo la victoria y se convirtió en el primer Gobierno no congresista que terminó un mandato completo de cinco años. En las elecciones generales de 2004, el INC ganó la mayoría de asientos en el Lok Sabha y formó un Gobierno con una coalición denominada la Alianza Progresista Unida (UPA), apoyada por diversos partidos de izquierda y miembros de la oposición al BJP. La UPA nuevamente llegó al poder en las elecciones generales de 2009; sin embargo, la representación de los partidos de izquierda dentro de la coalición se redujo significativamente. Manmohan Singh se convirtió en el primer primer ministro en ser reelegido después de completar un mandato completo de cinco años desde las elecciones de 1962, en las que Jawaharlal Nehru fue reelegido en su cargo. En las elecciones de 2014, Narendra Modi con el Partido Popular Indio fue elegido presidente y reelegido en las del 2019 como primer ministro del país.

### Medios de comunicación
Para 2018, la India tendrá 17.000 títulos de prensa, 550 estaciones de radio y 880 canales de televisión por satélite. En el plano nacional, cuatro diarios representan las tres cuartas partes de los lectores en hindi, al igual que los cuatro principales diarios nacionales en inglés. La propiedad de los medios de comunicación se concentra principalmente en las manos de unos pocos grupos grandes. No hay "ningún límite a la concentración de la propiedad en los medios impresos, de radiodifusión o digitales en el país" y no existe ningún organismo regulador del sector de los medios de comunicación.
Los propietarios de los medios de comunicación se involucran frecuentemente en la política, como los multimillonarios Subhash Chandra y Shobhana Bhartia, propietarios del grupo Zee News y HT Media respectivamente, ambos elegidos para el Parlamento. A nivel local, como señala la ONG Reporteros Sin Fronteras (RSF): "El principal canal de televisión del Estado de Odisha es propiedad de la familia Panda, uno de cuyos miembros prominentes, Baijayant Jay Panda, no es otro que el Vicepresidente Nacional y portavoz oficial del BJP, el partido del Primer Ministro Modi. Del mismo modo, en el estado de Assam, la propietaria del canal principal, NewsLive, es la esposa de uno de los ministros clave del ejecutivo regional, también dominado por el BJP. "Así pues, los partidos políticos y la comunidad empresarial tienen una influencia considerable sobre la información en la India.
En los últimos años, la violencia contra los periodistas ha aumentado en el país. En las redes sociales, los grupos nacionalistas están llevando a cabo, según RSF, "espantosas campañas de odio coordinadas y llamadas al asesinato contra los periodistas que se atreven a hablar o escribir sobre temas inquietantes".

### Relaciones exteriores y fuerzas armadas

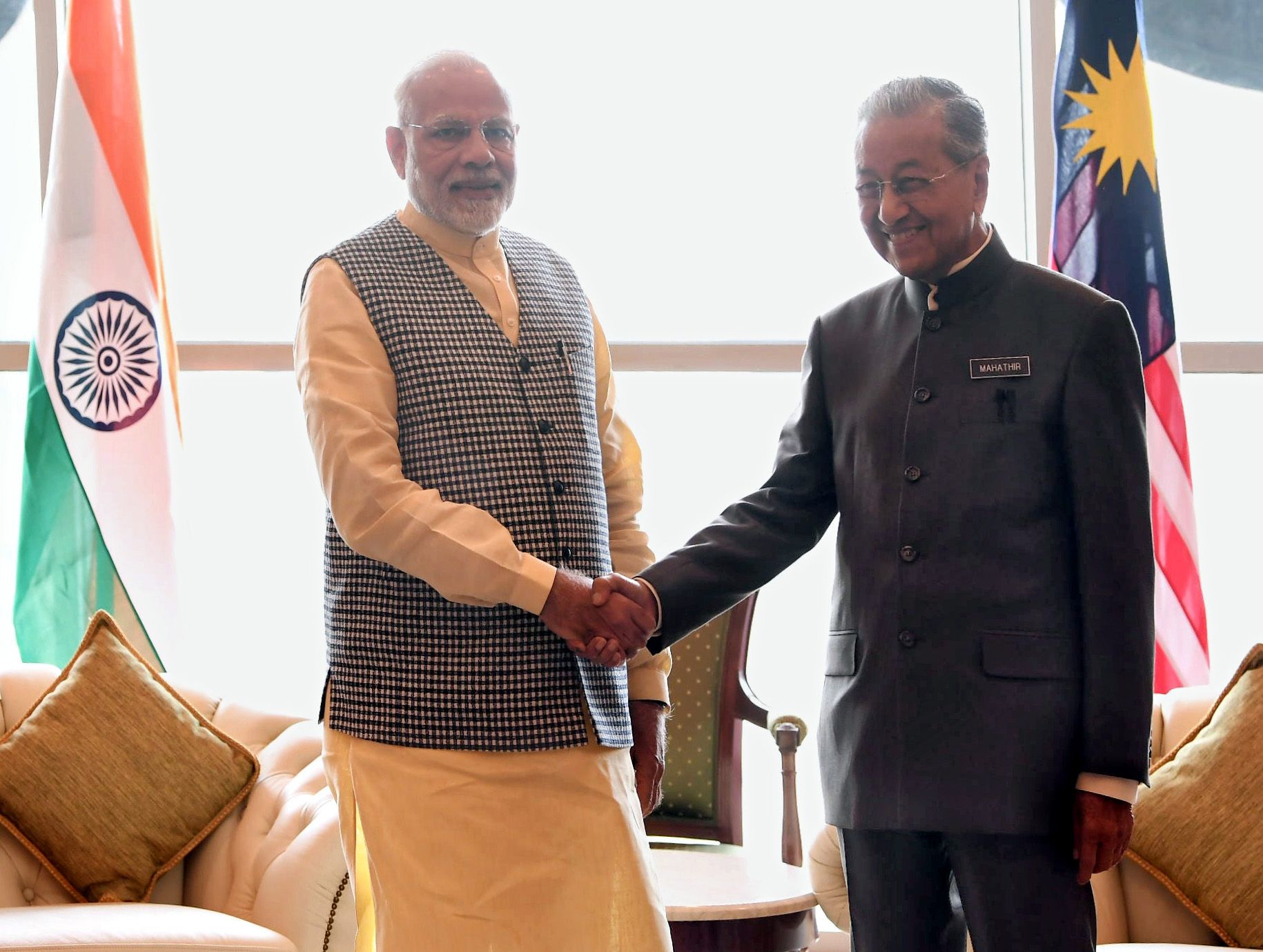
Primer ministro de la India Narendra Modi en 2018 junto al primer ministro de Malasia, Mahathir Mohamad.

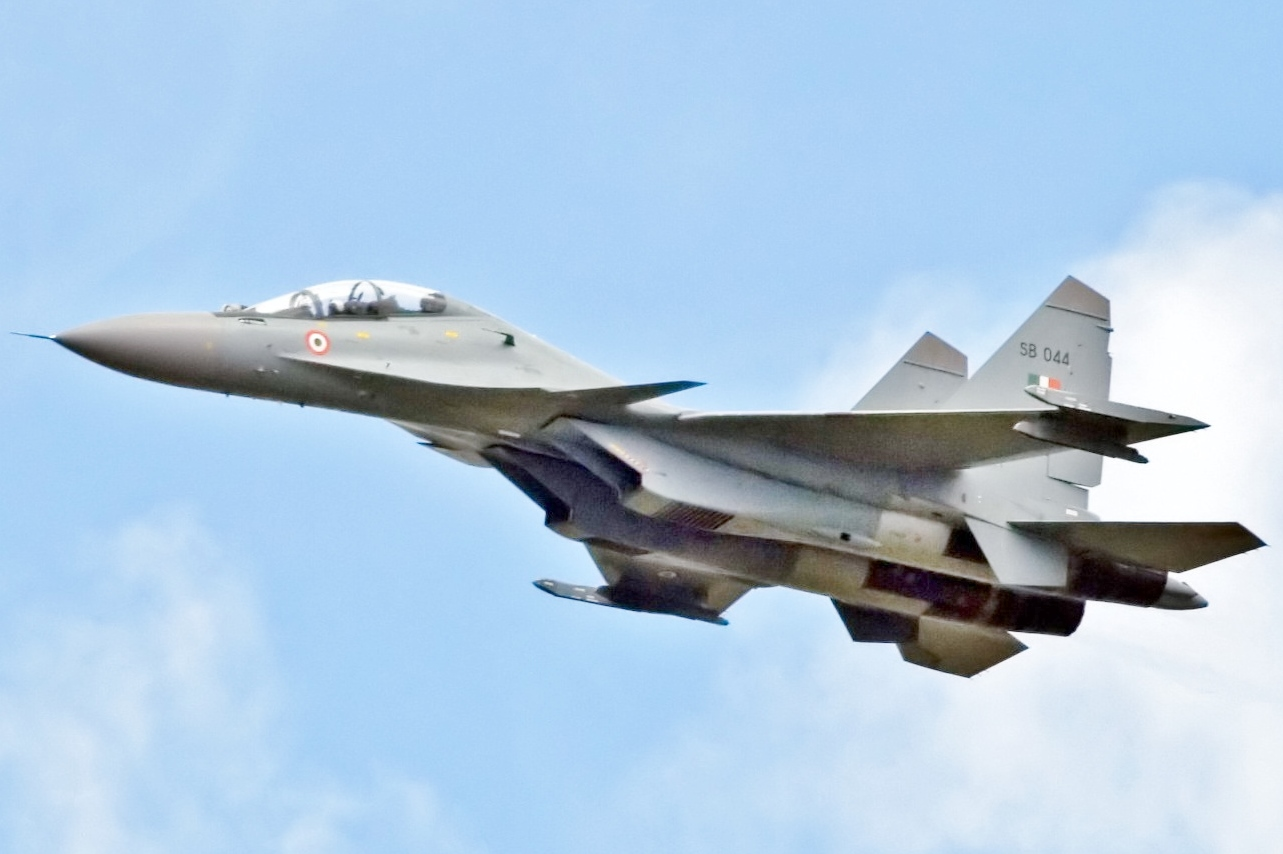
El Sukhoi Su-30MKI "Flanker" es el avión más avanzado de la Fuerza Aérea India.

Desde su independencia en 1947, la India ha mantenido relaciones cordiales con la mayoría de las naciones. Tuvo un papel destacado en la década de 1950, cuando se mostró a favor de la independencia de las colonias europeas en África y Asia. La India estuvo involucrada en dos intervenciones militares breves en dos países vecinos: la Fuerza de mantenimiento de paz de la India en Sri Lanka y en la Operación Cactus en Maldivas. La India es miembro de la Mancomunidad de Naciones y miembro fundador del Movimiento de Países No Alineados. Después de la guerra Chino-India y la guerra indo-pakistaní de 1965, las relaciones entre la India y la Unión Soviética disminuyeron, y continuaron de esta forma hasta el final de la Guerra Fría. La India ha luchado dos guerras con Paquistán por la disputa de Cachemira. Una tercera guerra entre la India y Paquistán en 1971 dio lugar a la creación de Bangladés (entonces Pakistán Oriental). Roces y conflictos adicionales han tenido lugar entre las dos naciones sobre el glaciar de Siachen. En 1999, la India y Paquistán libraron una guerra no declarada en Kargil.

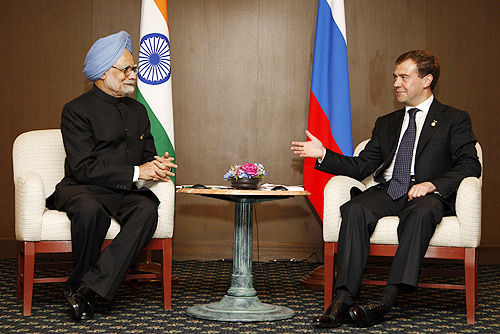
India y Rusia comparten una amplia relación económica y tecnológica. Aquí el exprimer ministro indio Manmohan Singh con el expresidente ruso Dmitri Medvédev en la 34.ª Cumbre del G8.

En años recientes, la India ha jugado un papel influyente en la Asociación Sudasiática para la Cooperación Regional (ASACR) y en la Organización Mundial del Comercio (OMC). La India ha proporcionado alrededor de 55 000 militares indios y personal de la policía india para servir en 35 operaciones de mantenimiento de paz de la ONU a través de cuatro continentes. A pesar de las críticas y de las sanciones militares, la India se ha negado sistemáticamente a firmar el Tratado de Prohibición Completa de los Ensayos Nucleares (TPCEN) y el Tratado de No Proliferación Nuclear (NPT), prefiriendo mantener la soberanía sobre su programa nuclear. Aperturas recientes del Gobierno de la India han fortalecido las relaciones con los Estados Unidos, China y Paquistán. En la esfera económica, la India tiene relaciones estrechas con otras naciones en desarrollo de América del Sur, Asia y África.
La India mantiene la cuarta fuerza militar más grande del mundo, que consiste en el ejército, la marina, la fuerza aérea y las fuerzas auxiliares tales como las fuerzas paramilitares, la guardia costera y el mando estratégico de fuerzas. Tiene un personal activo de 1 325 000 soldados y una reserva activa de 1 747 000, en total sus fuerzas armadas cuentan con una cantidad de 3 072 000 soldados. El primer ministro de la India es el comandante supremo de las fuerzas armadas. La India mantiene una estrecha cooperación para su defensa con Rusia y Francia, que son sus principales proveedores de armas. La Organización de Investigación y Desarrollo de Defensa (DRDO) supervisa el desarrollo indio de armas sofisticadas y equipos militares, incluyendo misiles balísticos, aviones de combate y tanques, para reducir la dependencia de la India hacia las importaciones del extranjero. En 1974, la India se convirtió en una potencia nuclear, luego de realizar un ensayo nuclear inicial, la operación Smiling Buddha, y posteriormente varias pruebas subterráneas en 1998. La India mantiene una política nuclear de "no primer uso". El 10 de octubre de 2008, se firmó el Acuerdo Nuclear Civil Indo-estadounidense, para poner fin a las restricciones sobre el comercio de tecnología nuclear, con lo que la India se convirtió en el sexto país con mayor energía nuclear de facto en el mundo.

### Derechos humanos
En materia de derechos humanos, respecto a la pertenencia a los siete organismos de la Carta Internacional de Derechos Humanos, que incluyen al Comité de Derechos Humanos (HRC), India ha firmado o ratificado:
| India | Tratados internacionales                                                                                                   | Tratados internacionales | Tratados internacionales                                                                                                   | Tratados internacionales  | Tratados internacionales  | Tratados internacionales | Tratados internacionales | Tratados internacionales | Tratados internacionales  | Tratados internacionales    | Tratados internacionales | Tratados internacionales                                                                                                   | Tratados internacionales  | Tratados internacionales | Tratados internacionales | Tratados internacionales  | Tratados internacionales | Tratados internacionales  |
| --- | --- | ------------------------ | --- | ------------------------- | ------------------------- | ------------------------ | ------------------------ | ------------------------ | ------------------------- | --------------------------- | ------------------------ | --- | ------------------------- | ------------------------ | ------------------------ | ------------------------- | ------------------------ | ------------------------- |
| India | CESCR | CESCR                    | CCPR | CCPR                      | CCPR                      | CERD                     | CED                      | CEDAW                    | CEDAW                     | CAT                         | CAT                      | CRC | CRC                       | CRC                      | CRC                      | MWC                       | CRPD                     | CRPD                      |
| India | CESCR | CESCR-OP                 | CCPR | CCPR-OP1                  | CCPR-OP2-DP               | CERD                     | CED                      | CEDAW                    | CEDAW-OP                  | CAT                         | CAT-OP                   | CRC | CRC-OP-AC                 | CRC-OP-SC                | CRC-OP-CP                | MWC                       | CRPD                     | CRPD-OP                   |
| Pertenencia | India ha reconocido la competencia de recibir y procesar comunicaciones individuales por parte de los órganos competentes. | Sin información.         | India ha reconocido la competencia de recibir y procesar comunicaciones individuales por parte de los órganos competentes. | Ni firmado ni ratificado. | Ni firmado ni ratificado. | Firmado y ratificado.    | Sin información.         | Firmado y ratificado.    | Ni firmado ni ratificado. | Firmado pero no ratificado. | Sin información.         | India ha reconocido la competencia de recibir y procesar comunicaciones individuales por parte de los órganos competentes. | Ni firmado ni ratificado. | Firmado y ratificado.    | Sin información.         | Ni firmado ni ratificado. | Firmado y ratificado.    | Ni firmado ni ratificado. |
| Firmado y ratificado, firmado, pero no ratificado, ni firmado ni ratificado, sin información, ha accedido a firmar y ratificar el órgano en cuestión, pero también reconoce la competencia de recibir y procesar comunicaciones individuales por parte de los órganos competentes. | |                          | |                           |                           |                          |                          |                          |                           |                             |                          | |                           |                          |                          |                           |                          |                           |

## Organización territorial
La República de la India se compone de 28 estados y ocho territorios de la Unión (incluyendo el territorio de la capital nacional de Delhi). Todos los estados y los dos territorios de la Unión de Pondicherry y la Capital Nacional de Delhi, eligen el patrón de sus legislaturas y gobiernos por medio del modelo de Westminster. Los otros seis territorios de la Unión son regidos directamente por el gobierno federal, a través de varios administradores designados. En 1956, en virtud de la Ley de Reorganización de los Estados, el territorio de la India se dividió basándose en aspectos lingüísticos. Desde entonces, esta estructura ha permanecido prácticamente sin cambios. Cada estado o territorio de la Unión se divide en distritos administrativos. Los distritos a su vez se dividen en tehsils y, finalmente, en aldeas.
La India se encuentra dividida en:
28 estados
| 1. Andhra Pradesh 2. Arunachal Pradesh 3. Assam 4. Bihar 5. Chhattisgarh 6. Goa 7. Guyarat 8. Hariana 9. Himachal Pradesh 10. Jharkhand 11. Karnataka 12. Kerala 13. Madhya Pradesh 14. Maharastra | 1. Manipur 2. Megalaya 3. Mizoram 4. Nagaland 5. Odisha 6. Punyab 7. Rayastán 8. Sikkim 9. Tamil Nadu 10. Telangana 11. Tripura 12. Uttar Pradesh 13. Uttaranchal 14. Bengala Occidental |  |

8 Territorios de la Unión

Los 28 estados y 8 territorios de la India.

| 1. Islas Andamán y Nicobar 2. Chandigarh 3. Dadra y Nagar Haveli y Damán y Diu 4. Jammu y Cachemira 5. Ladakh 6. Laquedivas 7. Territorio de la Capital Nacional de Delhi 8. Pondicherry |

## Geografía

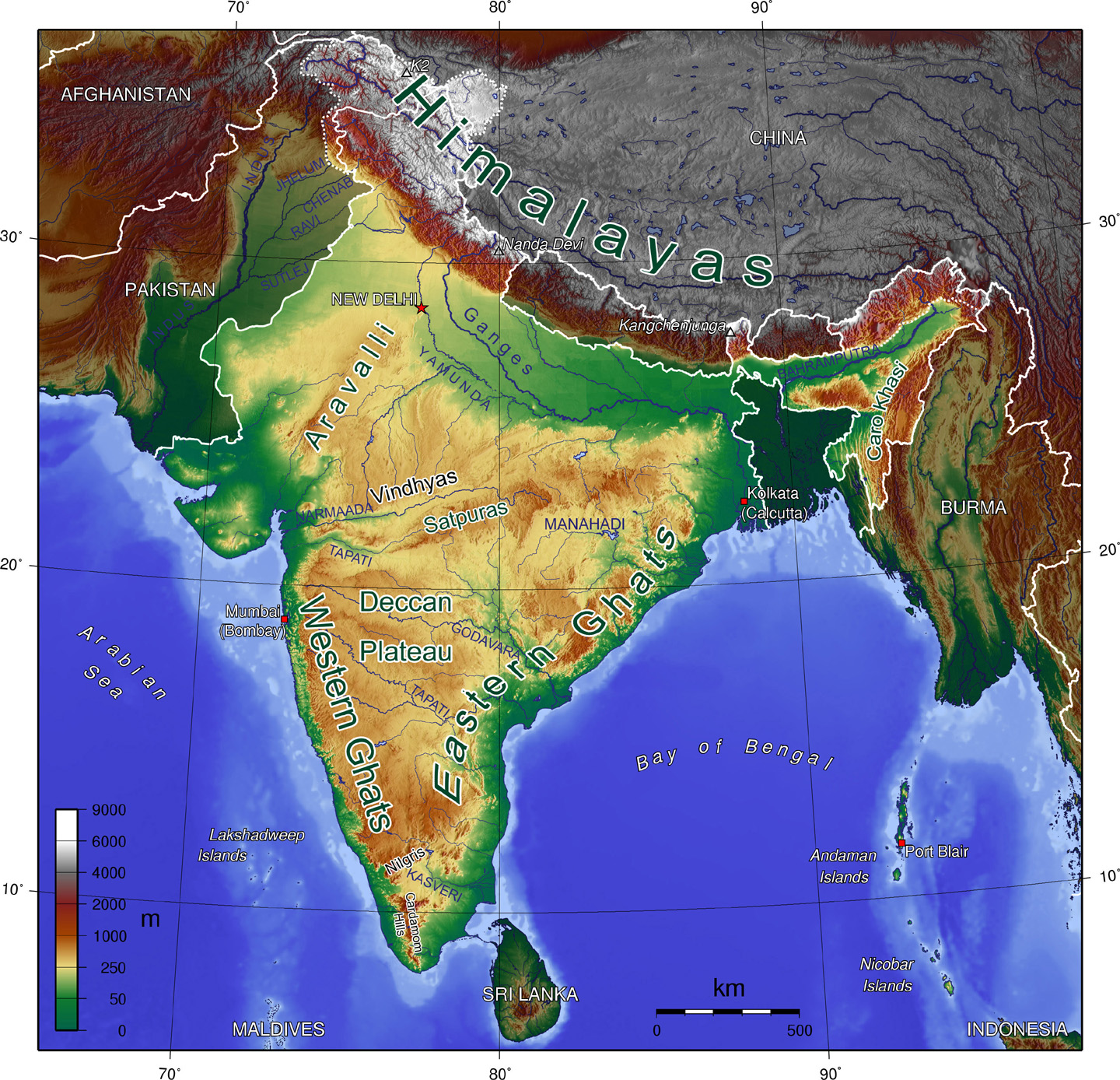
Mapa topográfico de la India

La India ocupa la mayor parte del subcontinente indio, el cual se encuentra encima de la placa tectónica India, una placa menor dentro de la placa Indoaustraliana.
Los procesos geológicos que definieron la situación geográfica actual de la India comenzaron hace setenta y cinco millones de años, cuando el subcontinente indio y, a continuación, parte del supercontinente Gondwana, comenzaron a moverse hacia el noreste, a través de lo que posteriormente se convertiría en el océano Índico. La colisión posterior del subcontinente con la placa Euroasiática y la subducción debajo de ella, dieron lugar a los Himalayas, el sistema montañoso más alto del planeta, que ahora es la frontera de la India en el norte y en el noroeste. En el antiguo lecho marino que emergió inmediatamente al sur del Himalaya, el movimiento de la placa creó una gran depresión, que poco a poco fue llenada de sedimentos propagadas por los ríos, y que actualmente constituye la llanura Indo-Gangética. Al oeste de esta llanura, y separado de ella por la cordillera Aravalli, se encuentra el desierto de Thar.
La placa India original ahora sobrevive como la India peninsular, la parte más antigua y geológicamente más estable de la India, que se extiende tan al norte como las cordilleras de Satpura y Vindhya en el centro de la India. Estas cordilleras paralelas van desde la costa del mar arábigo en el estado de Guyarat, hasta la meseta rica en carbón de Chota Nagpur en el estado de Jharkhand. Hacia el sur, el territorio peninsular restante, la meseta del Decán, está flanqueada a la izquierda y derecha por dos cordilleras costeras, los montes Ghats orientales y Ghats occidentales; la meseta contiene las formaciones rocosas más antiguas en la India, algunas con más de mil millones de años de antigüedad. Los puntos extremos de la India se localizan en 6°44′ y 35°30′ de latitud norte y 68°7′ y 97°25′ de longitud este.
El litoral de la India es de 7517 kilómetros de largo; de esta distancia, 5423 kilómetros pertenecen a la India peninsular y 2094 kilómetros a las Islas Andamán, Nicobar y Laquedivas. De acuerdo con las listas de hidrografía navales de la India, la costa continental consiste en: 43 % de playas arenosas, 11 % de costas rocosas, incluyendo acantilados, y 46 % marismas o costas pantanosas.

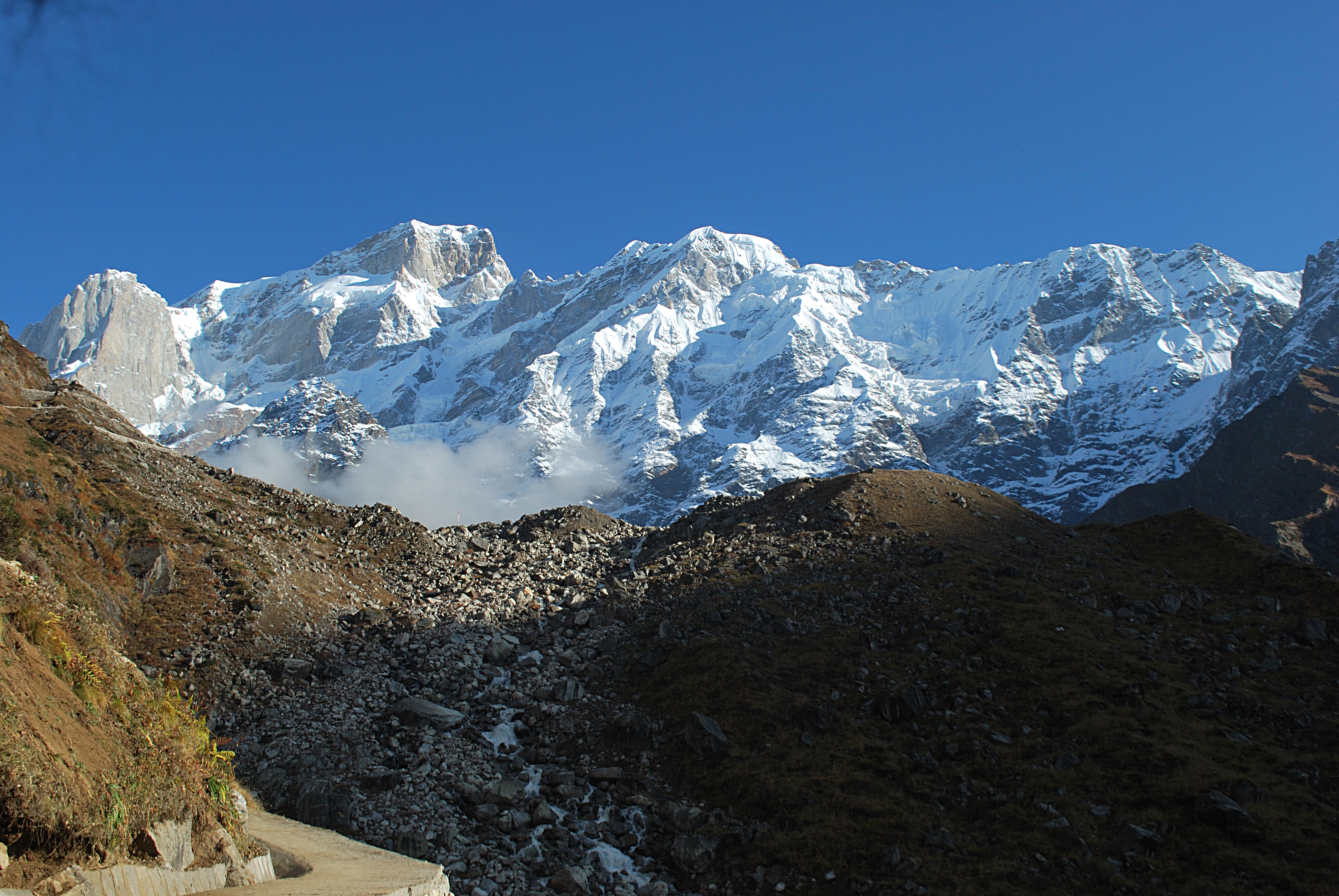
El Himalaya forma el paisaje montañoso del norte de la India. Fotografía de la cordillera en el estado de Uttarakhand.

Los principales ríos que fluyen sustancialmente a través de la India tienen su origen en los Himalayas, e incluyen el Ganges y el Brahmaputra, que desembocan en el golfo de Bengala. Entre los afluentes más importantes del Ganges se encuentran el Yamuna y el Kosi, cuya pendiente extremadamente baja provoca inundaciones catastróficas cada año. Los ríos peninsulares más importantes cuyas pendientes más empinadas evitan inundaciones son el Godavari, el Mahanadi, el Kaveri y el Krishná, que también desembocan en el golfo de Bengala; y el Narmada y el Tapti, que desembocan en el mar arábigo. Además, en la costa oeste de la India también se encuentran los pantanos del Rann de Kutch, mientras que del lado este del país se halla el delta del Sundarbans, que la India comparte con Bangladés. Adicionalmente, la India posee dos archipiélagos: las Laquedivas, atolones de coral en la costa suroeste de la India, y las Islas Andamán y Nicobar, una cadena de islas volcánicas en el mar de Andamán.
En el clima de la India influyen fuertemente los Himalayas y el desierto de Thar, que favorecen el desarrollo de los monzones. Los Himalayas previenen la entrada de los fríos vientos catabáticos de Asia Central, manteniendo la mayor parte del subcontinente indio más caliente que la mayoría de las localidades que se ubican en latitudes similares. El desierto de Thar desempeña un papel crucial para atraer los vientos de monzón cargados de humedad desde el suroeste, los cuales entre junio y octubre, proporcionan la mayoría de las precipitaciones del país. Las cuatro principales zonas climáticas que predominan en la India son: el tropical húmedo, el tropical seco, el subtropical húmedo y el montañoso.

### Flora y fauna
El territorio de la India se encuentra dentro de la ecozona Indomalaya, por lo que presenta una gran muestra de biodiversidad. Como uno de los diecisiete países megadiversos, es hogar del 7,6 % de todos los mamíferos, del 12,6 % de todas las aves, del 6,2 % de todos los reptiles, del 4,4 % de todos los anfibios, 11,7 % de todos los peces y del 6 % de fanerógamas existentes en el mundo. En muchas de las ecorregiones del país existen niveles extremadamente altos de endemismo; en general, el 33 % de especies de plantas de la India son endémicas.
La cubierta de bosques en la India va de la selva tropical de las islas Andamán, los Ghats occidentales y el noreste de la India, a los bosques de coníferas del Himalaya. Entre estos extremos se encuentran el bosque caducifolio húmedo de la India oriental; el bosque caducifolio seco del centro y sur de la India; y el bosque xerófilo del Decán central y la llanura occidental del Ganges. De acuerdo con el último informe, menos del 12 % de la masa continental de la India está cubierto por densos bosques. Entre los árboles más importantes en la India se encuentra el nim medicinal, ampliamente utilizado en las zonas rurales para la herbolaria y la elaboración de remedios caseros. La higuera de pipal, que se muestra en los sellos de Mohenjo-daro, fue el árbol donde, según la tradición, Buda encontró la iluminación.
Muchas especies de la India son descendientes de los taxones originarios de Gondwana, del que se desprendió la placa India. El movimiento posterior de la placa hacia la actual India peninsular y la colisión con la masa de tierra de Laurasia, dio inicio a un intercambio masivo de especies. Sin embargo, el vulcanismo y los cambios climáticos de hace 20 millones de años provocaron la extinción de muchas especies endémicas de la India. A partir de entonces, varios mamíferos ingresaron a la India desde Asia a través de dos pasos zoogeográficos a ambos lados de los emergentes Himalayas. En consecuencia, entre las especies indias, solo el 12,6 % de mamíferos y el 4,5 % de las aves son endémicas, contrastando con el 45,8 % de los reptiles y el 55,8 % de anfibios endémicos. Entre las especies endémicas más notables se encuentran el mono de la hoja de Nilgiri y sapo del marrón y carmín de los Ghats occidentales. Además, en la India existen 172, o 2,9 %, especies amenazadas. En estas se incluyen el león asiático, el tigre de Bengala y el buitre bengalí, que casi llega a la extinción tras ingerir la carroña de ganado tratado con diclofenaco.
En las últimas décadas, las invasiones humanas crearon una amenaza para la vida silvestre de la India, en respuesta, el sistema de parques nacionales y áreas protegidas, establecido por primera vez en 1935, se amplió considerablemente. En 1972, el gobierno de la India promulgó la Ley de protección de la vida silvestre y el Proyecto tigre, para proteger el hábitat crucial de estos animales; además, en 1980 se promulgó la Ley de conservación de los bosques. Junto con más de quinientos santuarios de vida silvestre, en la India existen trece reservas de la Biosfera, cuatro de las cuales son parte de la Red Mundial de Reservas de la Biosfera; además de que 25 humedales están registrados bajo el convenio de Ramsar.
| Noroeste: Casimir (O Kashimir), disputada entre Pakistán, China e India                                 | Norte: China                                          | Nordeste: Nepal                        |
| Oeste: Pakistán                                                                                         |                                                       | Este: Bután                            |
| Suroeste: Mar arábigo (Océano Índico), Mar de laquedivas (Océano Índico) y Maldivas (Frontera marítima) | Sur: Bangladés y el Mar de Insulindia (Océano Índico) | Sureste: Sri Lanka (frontera marítima) |

## Economía

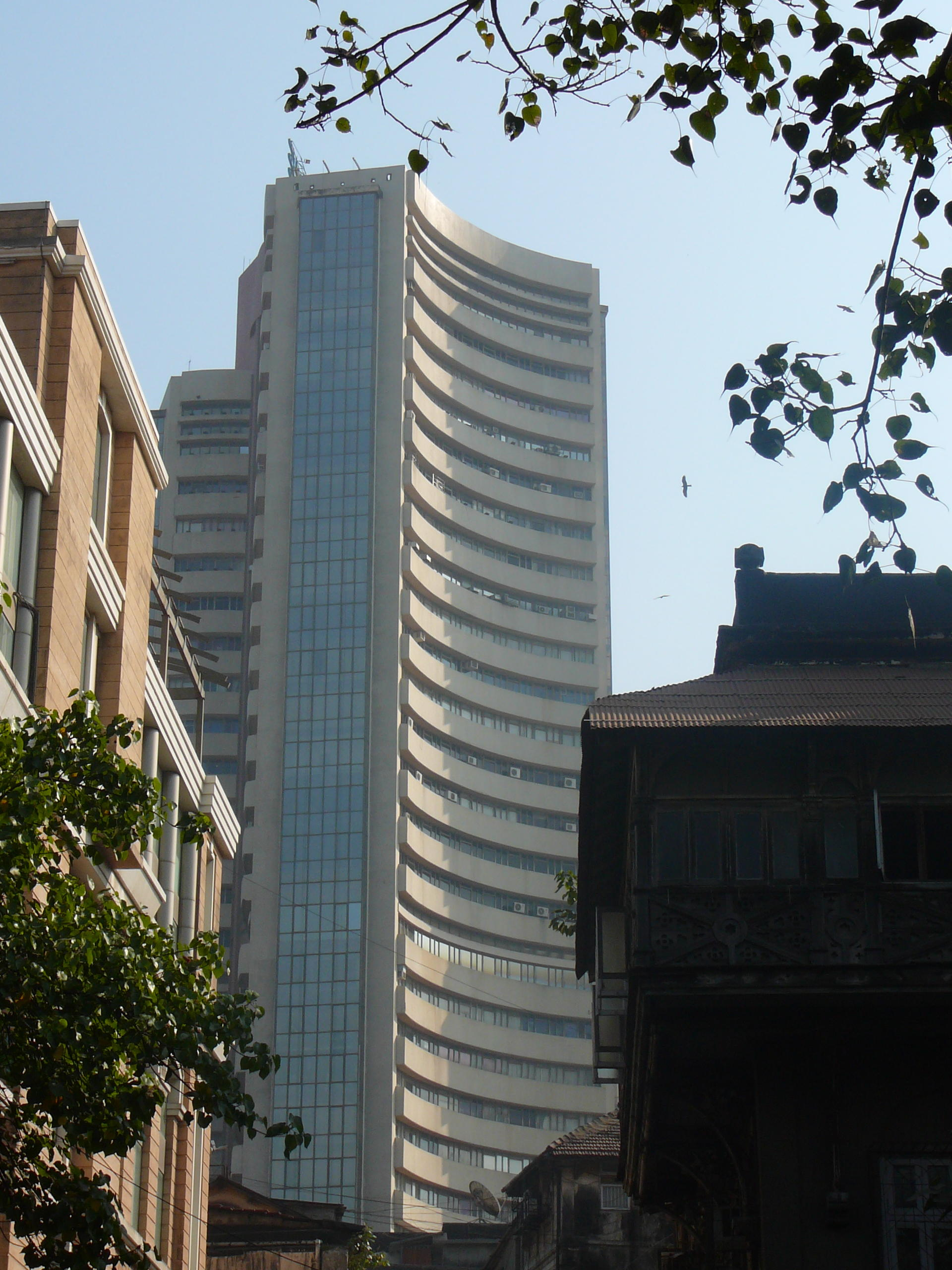
Edificio de la bolsa de valores de Bombay, principal indicador de la economía india.

Desde la década de 1950 hasta la década de 1980, la economía de la India había seguido tendencias socialistas. Fue en 1991 cuando la economía nacional se convirtió en una economía de mercado. Este cambio en la política económica de 1991 se dio poco después de una crisis aguda en la balanza de pagos, por lo que desde entonces se puso énfasis en hacer del comercio exterior y de la inversión extranjera un sector primordial de la economía de la India.
Durante las últimas décadas la economía india ha tenido una tasa de crecimiento anual del PIB de alrededor del 5,8 %, convirtiéndola en una de las economías mundiales de más rápido crecimiento.Además, la India cuenta con la fuerza de trabajo más grande del mundo, con poco más de 516 millones de personas. En términos de producción, el sector agrícola representa 28 % del PIB; el sector de servicio y la industria representan el 54 % y 18 %, respectivamente. Los principales productos agrícolas y ganaderos incluyen el arroz, el trigo, las semillas oleaginosas, el algodón, el yute, el té, la caña de azúcar, las patatas, los búfalos de agua, las ovejas, las cabras, las aves de corral y el pescado. Las principales industrias son la textil, los productos químicos, el procesamiento de alimentos, el acero, los equipos de transporte, el cemento, la minería, el petróleo, la maquinaria y el comercio de software. En 2006, el comercio de la India había alcanzado una proporción relativamente moderada del 24 % del PIB en 2006, creciendo cerca de un 6 % desde 1985. El comercio de la India representa poco más del 1 % del comercio mundial. Las principales exportaciones incluyen los derivados del petróleo, algunos productos textiles, piedras preciosas, software, ingeniería de bienes, productos químicos y las pieles y cueros. Entre las principales importaciones se encuentran el petróleo crudo, maquinarias, joyas, fertilizantes y algunos productos químicos.
El PIB de la India asciende a 1,237 billones de dólares, lo que la hace la 12.ª economía más grande del mundo o la cuarta más grande en términos de paridad de poder adquisitivo. No obstante, la renta per cápita nominal de la India es de 1016 dólares, ocupando el puesto 143° en el mundo. A finales de la década de 2000, el crecimiento económico promedio de la India es de 7,5 % al año, aunque se piensa que en la siguiente década crecerá al doble.
Según el Fondo Monetario Internacional (FMI), la economía india en 2021 tenía un valor nominal de 3,04 billones de dólares; es la quinta economía más grande según los tipos de cambio del mercado, y ronda los 10,219 billones de dólares, la tercera más grande según la paridad de poder adquisitivo (PPA).

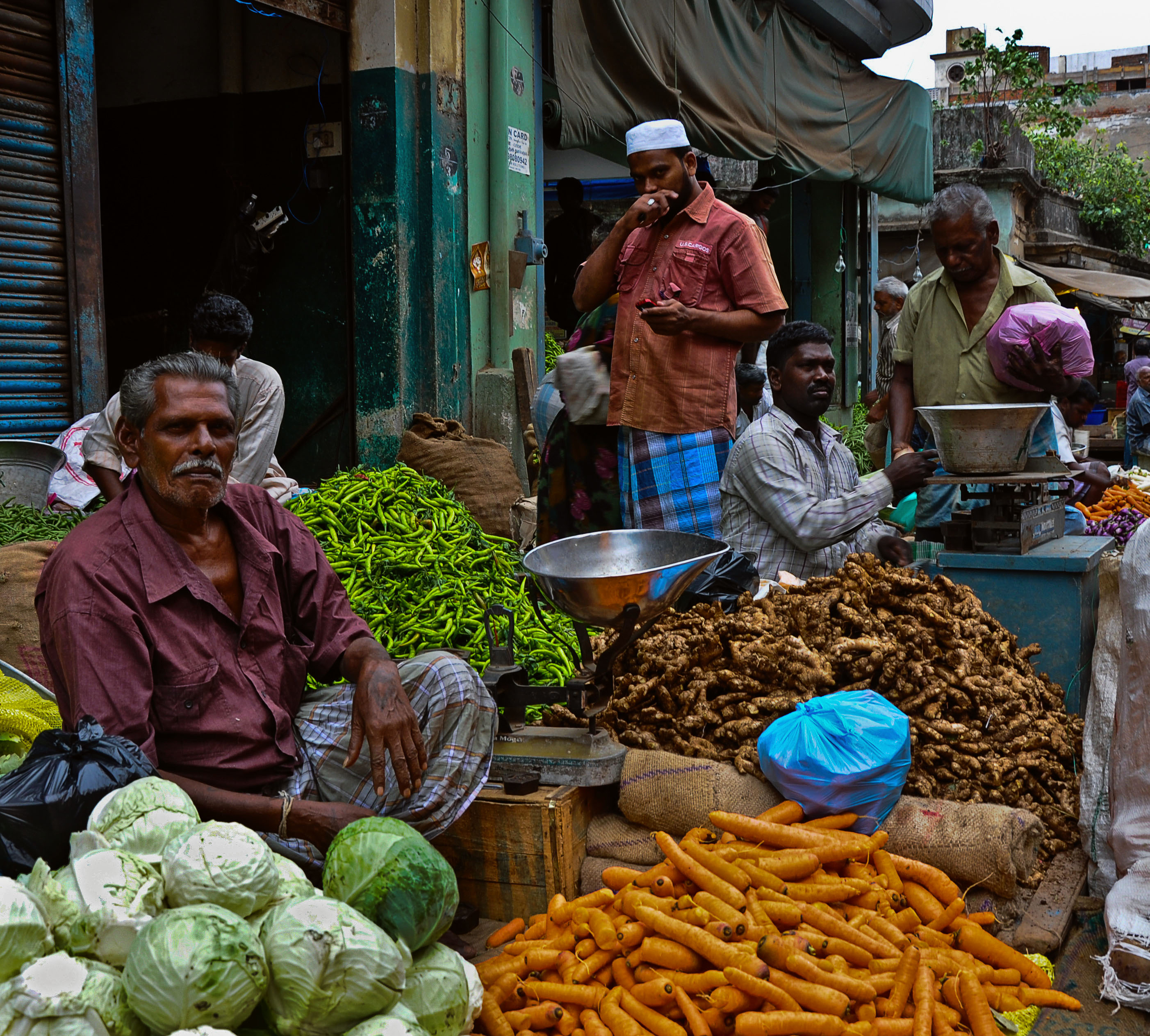
Puesto callejero de verduras en la ciudad de Chennai (estado de Tamil Nadu). La inmensa mayoría del comercio minorista en India está desorganizado.

Sin embargo, la cuestión del acceso al empleo se está convirtiendo en un problema importante. El número de empleos en el país disminuyó en 9 millones entre 2012 y 2019, mientras que más de 1 millón de jóvenes se incorporan al mercado laboral cada año. Como resultado, el número de desempleados menores de 29 años pasó de 9 millones en 2012 a 25 millones en 2018, según las estadísticas oficiales. Por otra parte, el 90% de los empleos en la India siguen siendo en el sector informal, caracterizado por la ausencia de contratos de trabajo, seguros y contribuciones de pensión. La situación de los campesinos también es preocupante. Todos los días, los agricultores se suicidan, acribillados por las deudas; otros se ven obligados a abandonar sus parcelas de tierra y a trasladarse a los barrios marginales.
A pesar de su impresionante crecimiento económico en las últimas décadas, la India todavía contiene la mayor concentración de personas pobres en el mundo y tiene una alta tasa de malnutrición entre los niños menores de tres años (46 % en el año 2007). El porcentaje de personas que viven por debajo de la línea internacional de pobreza del Banco Mundial, de 1,25 dólares al día (PPA, en términos nominales Rp. 21,6 al día en las zonas urbanas y Rp. 14,3 en las zonas rurales) disminuyó del 60 % en 1981 a 42 % en 2005 A pesar de que en las últimas décadas la India ha evitado las hambrunas, la mitad de los niños tienen un peso inferior al promedio mundial, una de las tasas más altas en el mundo y casi el doble de la tasa de África subsahariana.
A pesar de que en los últimos dos decenios la economía india ha aumentado constantemente, este crecimiento se ha dado de manera desigual, en especial si se comparan la calidad de vida en los diferentes grupos sociales, económicos, en diversas regiones geográficas y en las zonas rurales y urbanas. El Banco Mundial afirma que las prioridades más importantes para el gobierno indio deben ser la reforma del sector público, la construcción de infraestructuras, el desarrollo agrícola y rural, la eliminación de las normas de trabajo, las reformas en los estados más rezagados y la lucha contra el VIH/sida y Tuberculosis.

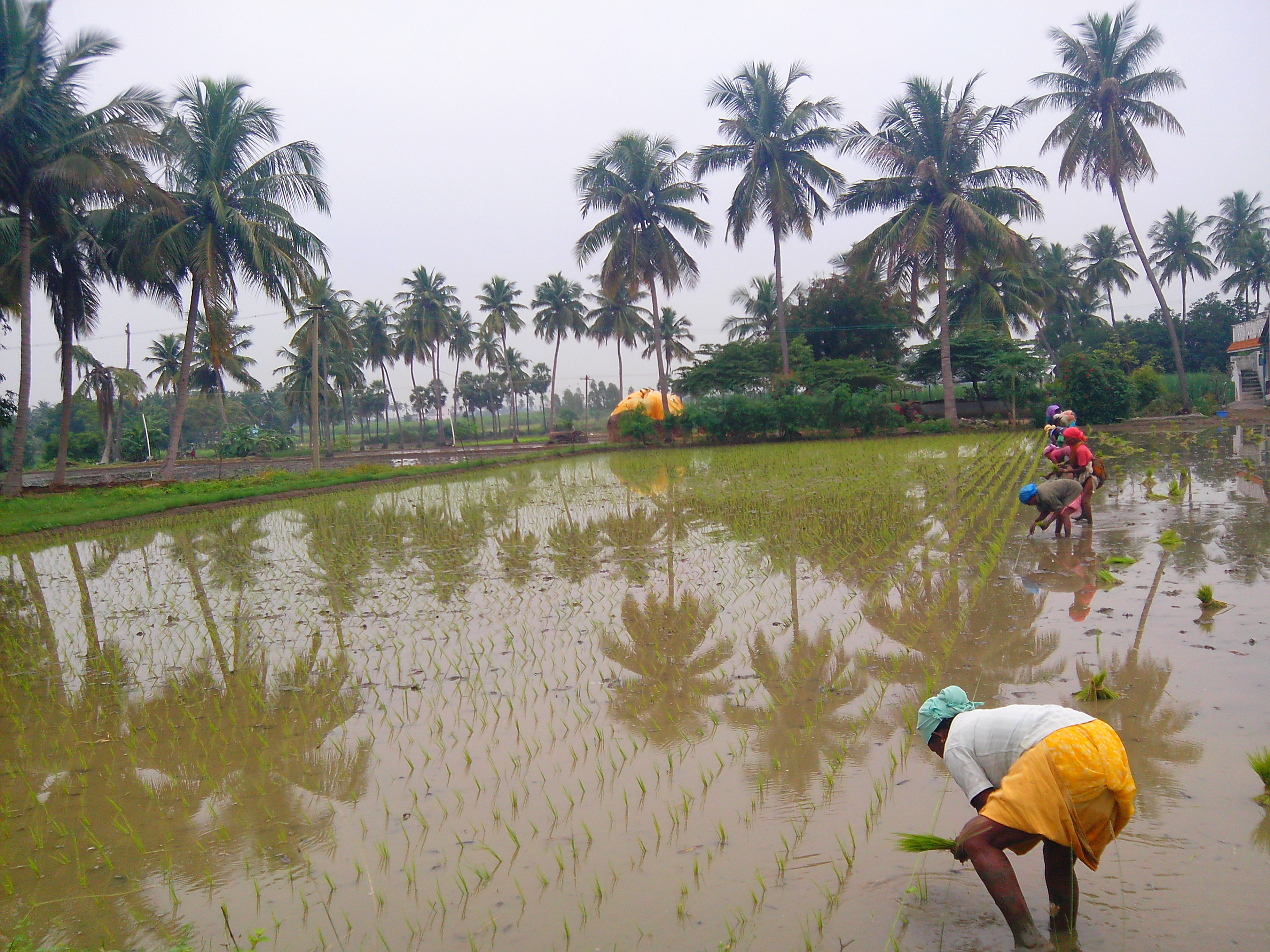
Campo de arroz en Tamilnadu

En los últimos años, los fenómenos meteorológicos extremos, con sequías recurrentes, olas de calor y ciclones, han sido un factor importante en la disminución de los ingresos de los agricultores. Según el Centro para la Ciencia y el Medio Ambiente, la mayor ONG medioambiental de la India: "Nos enfrentamos a una crisis agrícola, con una ola de suicidios de agricultores y manifestaciones campesinas que se han triplicado. Los partidos no tienen la inteligencia ni la visión a largo plazo para tomar las medidas necesarias. No existe un plan integral de acción nacional para la prevención y la adaptación.
El método de cálculo del PIB se modificó en 2014, lo que permitió inflar artificialmente las cifras de crecimiento. La tasa de desempleo es tan alta que el Ministerio de Trabajo no ha proporcionado ninguna estadística desde 2016. Los sectores bancario y ferroviario han comenzado a privatizarse. En los últimos años se han reducido los ya muy bajos presupuestos para la salud y la educación (1,2% y 0,6% del PIB, respectivamente), así como otros gastos sociales: subsidios de empleo, asignaciones para comedores escolares, planes de acceso al agua potable. En cuanto a la cuestión de la legislación laboral, las enmiendas aprobadas en 2018 restringen aún más las actividades sindicales y tenderán a facilitar los despidos y a ampliar el horario de trabajo semanal de los empleados.
La India se caracteriza por una gran desigualdad social. El 1 % más rico de la población gana más del 20 % de la renta nacional total en 2021, mientras que el 50 % más pobre solo gana el 13 % de la renta nacional total. La India se encuentra actualmente entre los países más desiguales del mundo, según el ''Informe sobre la Desigualdad Mundial 2022'', que califica a India de ''país pobre y muy desigual con una élite rica''.
Según el Índice mundial de innovación, a cargo de la Organización Mundial de la Propiedad Intelectual, en su versión 2024,India se ubicó en lugar 39 en innovación entre 133 países del mundo; en sus versiones 2022 y 2023, se ubicó en lugar 40.

## Demografía

Mapa de la densidad de población en la India.

Con una población estimada en más de 1417 millones de habitantes, la India es el país más poblado del mundo. En los últimos cincuenta años se ha visto un rápido aumento de la población urbana debido en gran parte a los avances médicos y el aumento masivo de la productividad agrícola por la revolución verde.

La población urbana de la India aumentó once veces durante el siglo XX y se concentra cada vez más en las grandes ciudades. En 2001 había 35 ciudades con más de un millón de habitantes, mientras que las tres ciudades más grandes (Bombay, Delhi y Calcuta), tenían más de diez millones de habitantes cada una. Sin embargo, en ese mismo año más del 70 % de la población de la India residía en áreas rurales.
La India ha sufrido también los efectos de la emigración. Multitud de ciudadanos indios se han marchado a países más desarrollados para buscar mejores condiciones de vida, al mismo tiempo que los colonizadores británicos han echado mano de trabajadores indios para repoblar otras colonias del Imperio británico. En países como Estados Unidos, Canadá, Mauricio, Fiyi, Trinidad y Tobago y, sobre todo, Reino Unido existen numerosas comunidades indias, las cuales en ciudades como Nueva York o Londres están incluso agrupadas en barrios específicos.
| Religión en la India | Religión en la India | Religión en la India | Religión en la India | Religión en la India |
| -------------------- | -------------------- | -------------------- | -------------------- | -------------------- |
| Religión             | Religión             |                      | Porcentaje           | Porcentaje           |
| Hinduismo            | Hinduismo            |                      | 79.8 %               | 79.8 %               |
| Islam                | Islam                |                      | 14.23 %              | 14.23 %              |
| Cristianismo         | Cristianismo         |                      | 2.3 %                | 2.3 %                |
| Sijismo              | Sijismo              |                      | 1.72 %               | 1.72 %               |
| Budismo              | Budismo              |                      | 0.7 %                | 0.7 %                |
| Jainismo             | Jainismo             |                      | 0.37 %               | 0.37 %               |
| Otras                | Otras                |                      | 0.66 %               | 0.66 %               |
| No se indica         | No se indica         |                      | 0.24 %               | 0.24 %               |

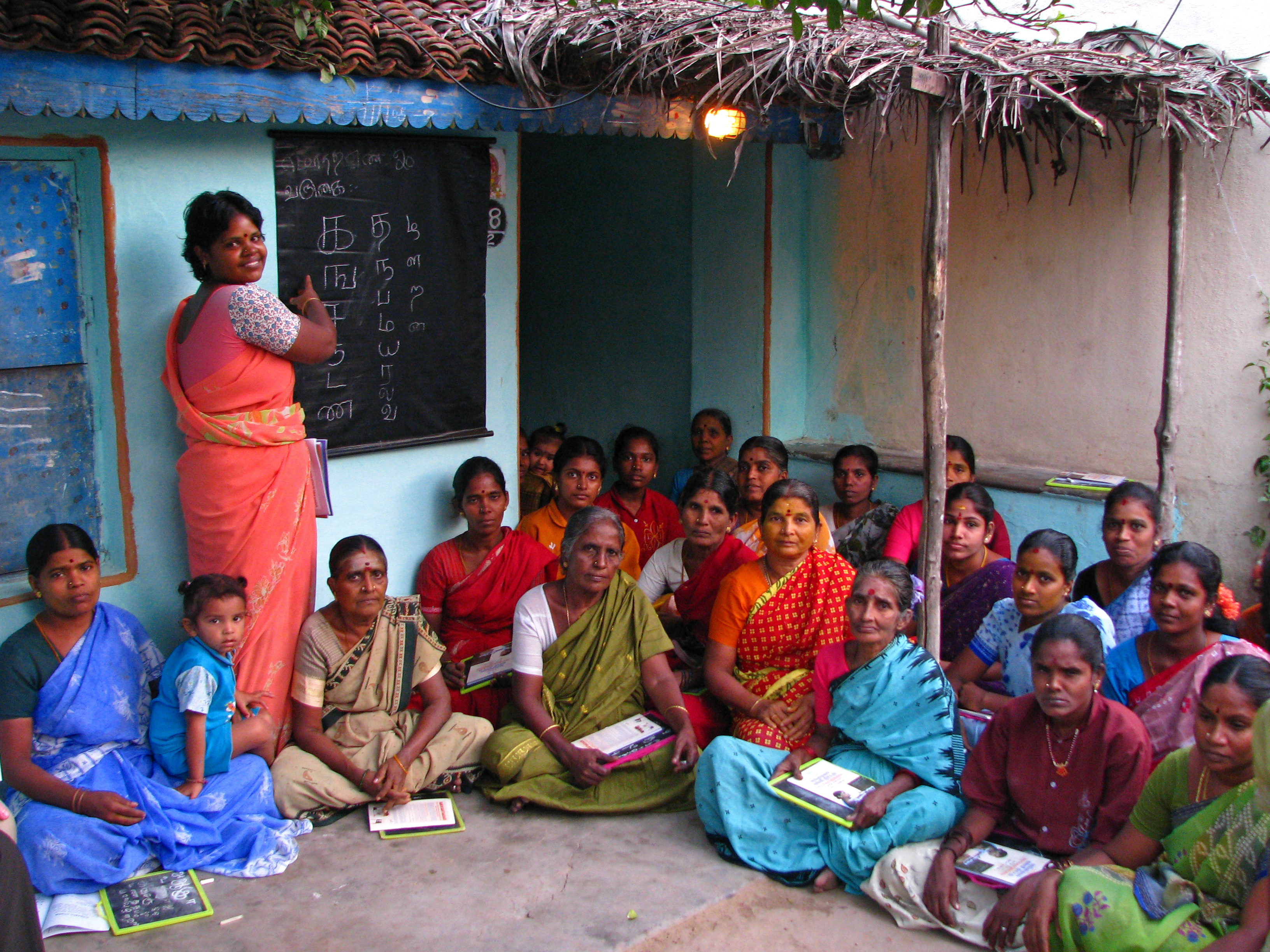
Mujeres asistiendo a una clase de alfabetización en Thiruputkuzhi.

Más de 800 millones de indios (80,5 % de la población) son hinduistas. Otros grupos religiosos con presencia en el país son: los musulmanes (13,4 %), los cristianos (2,3 %), sijs (1,9 %), budistas (0,8 %), jainistas (0,4 %), judíos, zoroastras, bahaíes y otros. Los adivasi constituyen el 8,1 % de la población.
La India tiene la tercera población musulmana más grande del mundo y tiene la mayor población de musulmanes para un país de mayoría no musulmana.
La tasa de alfabetización de la India es de 64,8 % (53,7 % en mujeres y 75,3 % en hombres). El estado de Kerala tiene la mayor tasa de alfabetización con un 91 %, mientras que Bihar tiene la más baja con solo un 47 %. El índice de masculinidad en la India es de 944 mujeres por cada 1000 hombres. La edad promedio es de 24,9 años, mientras la tasa de crecimiento demográfico es de 1,38 % anual: cada año se presentan 22.01 nacimientos por cada 1000 personas. Según la Organización Mundial de la Salud, cada año mueren 900 000 indios por beber agua en mal estado e inhalar aire contaminado. La malaria es endémica en la India. Hay unos 60 médicos por cada 100 000 personas en la India.

### Idiomas
La India es la segunda entidad geográfica con mayor diversidad cultural, lingüística y genética del mundo, después del continente africano.
La India es hogar de dos grandes familias lingüísticas: la indoaria (hablada por aproximadamente el 74 % de la población) y la drávida (hablada por aproximadamente el 24 %). Otras lenguas habladas en la India provienen de las familias lingüísticas austroasiáticas y tibetano-birmanas.
Según el censo de 1991, el hindi cuenta con el mayor número de hablantes, hablado por el 40% de la población india y es la lengua oficial de la república. El inglés (véase inglés indio) utiliza ampliamente en los negocios y en la administración y tiene el estatus de "idioma oficial subsidiario;" también es importante en la educación, especialmente como un medio para la enseñanza superior. Además, cada estado y territorio de la unión tiene sus propios idiomas oficiales, y la Constitución también reconoce como oficiales otras 21 lenguas que, o bien son habladas por un sector importante de la población, o son parte de la herencia histórica india y son denominadas «lenguas clásicas». Mientras que el sánscrito y el tamil han sido consideradas «lenguas clásicas» por muchos años, el gobierno de la India también ha concedido estatus de "lengua clásica" al kanada y al télugu utilizando sus propios criterios. Otros idiomas muy hablados son el bengalí, maratí, télugu y tamil, entre otros. El número de dialectos en la India llega a más de 1652.

### Evolución demográfica

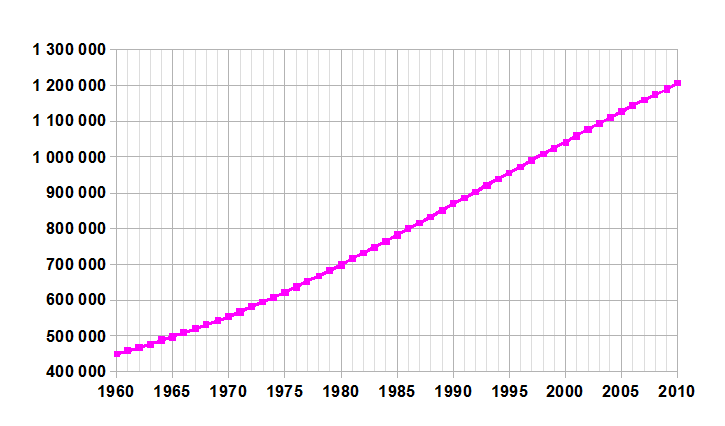
Evolución demográfica de la India.

- 1951: 361 millones.
- 1961: 439 millones.
- 1971: 548 millones.
- 1981: 683 millones.
- 1991: 846 millones.
- 2001: 1028 millones.
- 2011: 1210 millones.[160]

### Religión
El censo de 2011 informó que la religión en la India con el mayor número de seguidores era el hinduismo (79,80% de la población), seguido del islam (14,23%); las restantes fueron cristianismo (2,30%), sijismo (1,72%), budismo (0,70%), jainismo (0,36%) y otras (0,9%). La India tiene la mayor población hindú, sij, jainista, zoroastriana y bahá'í. Además, tiene la tercera población musulmana más grande, la más vasta para un país de mayoría no musulmana. Según un estudio publicado en 2022, en el año 2010 había 40.000 creyentes cristianos conversos del islam.

## Cultura

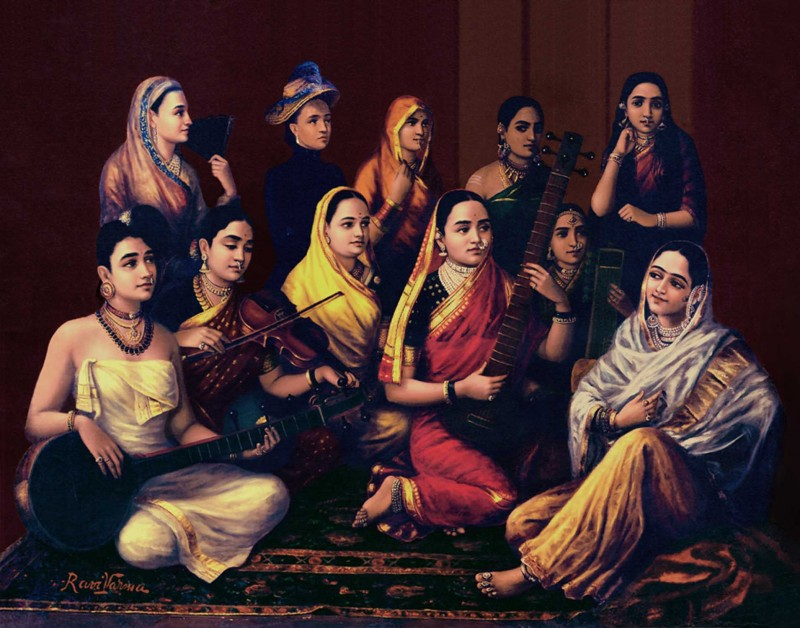
En esta pintura hecha por Raya Ravi Varma (1848-1906), se presentan varios tipos de saris, ropa tradicional de la India.

La cultura de la India está marcada por un alto grado de sincretismo y pluralismo. Los indios han logrado conservar sus tradiciones previamente establecidas, mientras que absorben nuevas costumbres, tradiciones e ideas de los invasores y los inmigrantes, al mismo tiempo que extienden su influencia cultural a otras partes de Asia, principalmente Indochina y el Extremo Oriente.

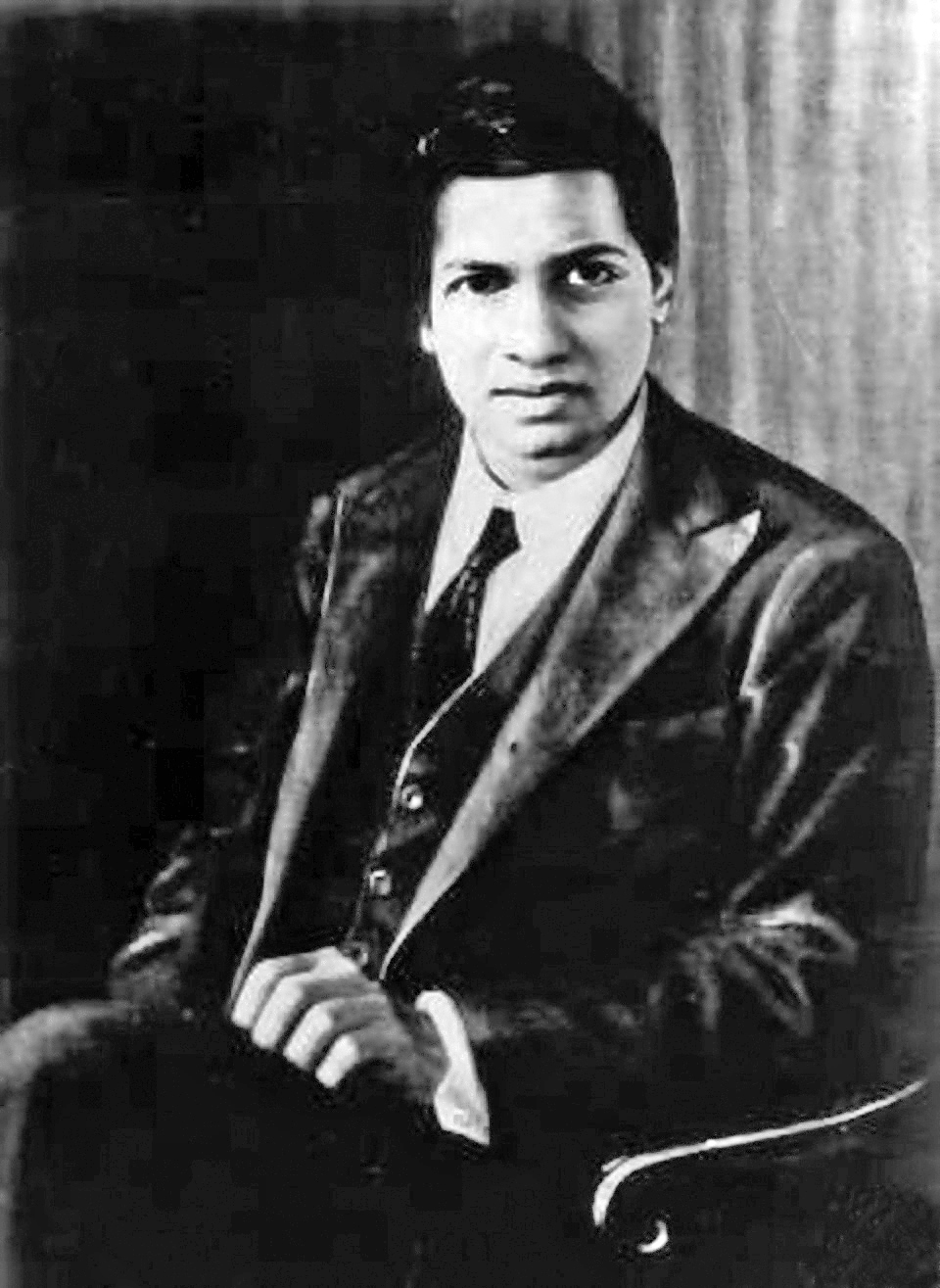
Srinivasa Ramanujan

La sociedad tradicional de la India está definida por una jerarquía social relativamente estricta. El sistema de castas de la India describe la estratificación y las restricciones sociales en el subcontinente indio, además de que definen a las clases sociales por miles de grupos endogámicos hereditarios, que a menudo se denominan como jatis o castas.

### Matrimonio y divorcio
Los valores tradicionales de las familias indias son muy respetados y el modelo de la familia multigeneracional y patriarcal ha sido el más común por siglos, aunque recientemente la familia nuclear se está convirtiendo en el modelo a seguir por la población urbana. Una abrumadora mayoría de los indios tiene sus matrimonios arreglados por sus padres y por otros respetados miembros de la familia, con el consentimiento de la novia y el novio. El matrimonio se planea para toda la vida, por lo que la tasa de divorcios es extremadamente baja. El matrimonio en la infancia es aún una práctica común, ya que la mitad de las mujeres en India se casan antes de la edad legal de 18 años.

### Vestimenta
La indumentaria tradicional india varía en sus colores y estilos según la región y depende de varios factores, incluyendo el clima. Los estilos populares de vestido incluyen prendas sencillas como el sari para las mujeres y el dhoti para hombres; también son populares otras prendas como el salwar kameez para las mujeres y los kurta-pyjamas, los pantalones de estilo europeo y las camisas para los hombres.

### Fiestas y celebraciones
Muchas de las celebraciones indias tienen un origen religioso, aunque algunas se celebran independientemente de la casta o credo. Algunas de las fiestas más populares en el país son: el Diwali, el Holi, el Durga Puja, Eid ul-Fitr, Eid al-Adha, Navidad y el Vesak. Además de estas, la India tiene tres días festivos nacionales: el Día de la República, el Día de la Independencia y el Gandhi Jayanti. Otra serie de días festivos, variando entre nueve y doce días, se celebran oficialmente en cada uno de los estados de la república. Las prácticas religiosas son parte integral de la vida cotidiana y son un asunto de interés público.
Normalmente estas fiestas suelen ser un imán de turismo, pero los habitantes siguen fieles a las tradiciones.

### Gastronomía

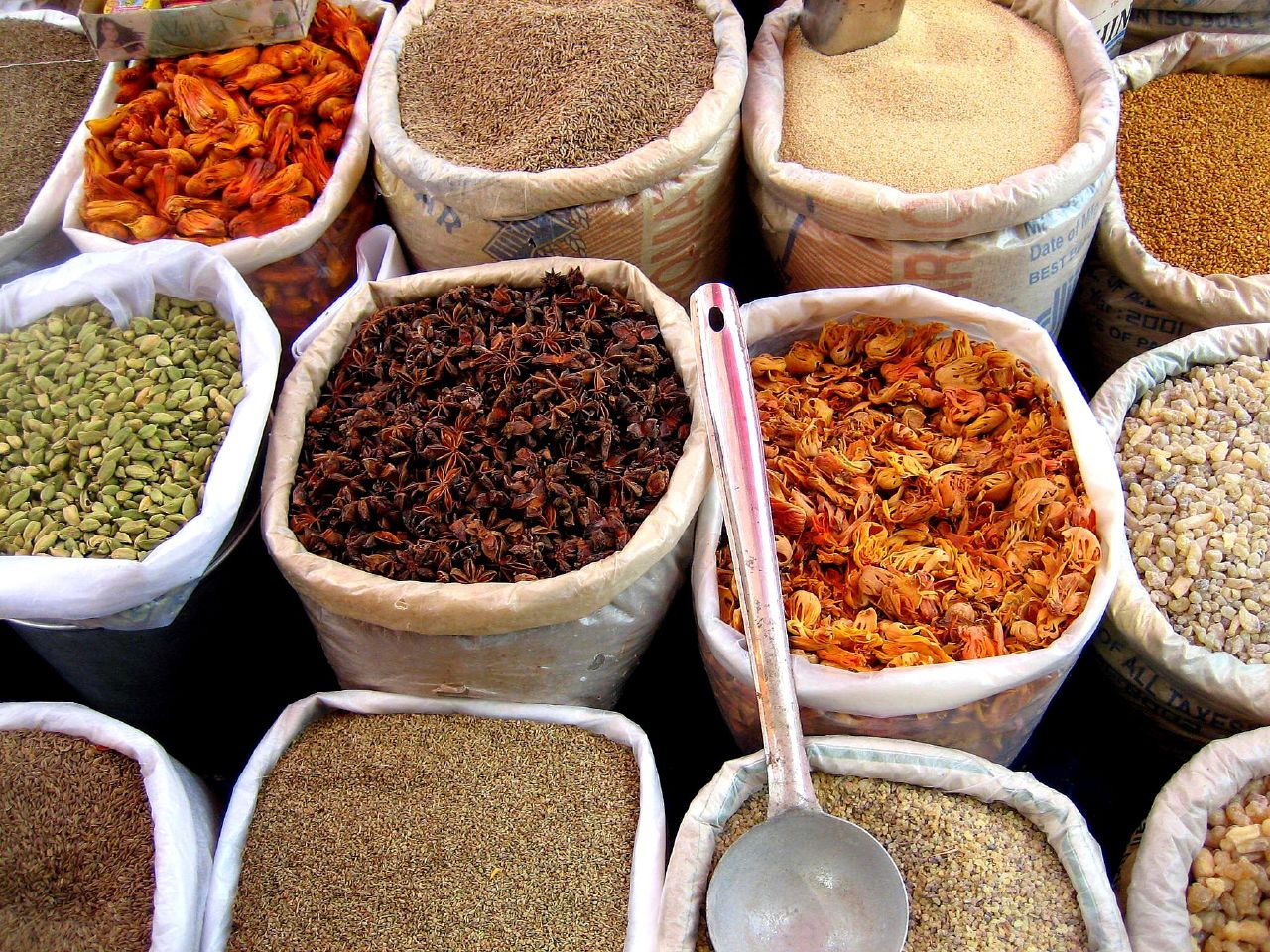
Especias indias en el mercado de Mapusa, en Goa.

La cocina de la India presenta una fuerte dependencia de hierbas y especias, con platos a menudo apelando al uso sutil de una docena o más de condimentos diferentes; la gastronomía del país también es conocida por sus preparaciones tandoori. En el tandoor, un horno de arcilla empleado en la India desde hace 5000 años, las carnes permanecen con una "suculencia infrecuente" y es posible hacer el pan plano hinchado conocido como naan. Los alimentos básicos son el trigo (principalmente en el norte del país), el arroz (especialmente en el sur y en el este) y las lentejas. Muchas especias populares en todo el mundo son originarias del subcontinente indio, mientras que el pimiento, que es nativo de América y fue introducido por los portugueses, es ampliamente utilizado por la población local. El ayurveda, un sistema de medicina tradicional, usa seis rasas y tres gunas para ayudar a describir los comestibles. A lo largo del tiempo, conforme los sacrificios de animales hechos por los védicos fueron suplantados por la noción de sacralidaded inviolable de la vaca, el vegetarianismo fue asociado a un alto nivel religioso y se tornó cada vez más popular, una tendencia ayudada por el aumento de normas budistas, jainistas y bhaktis hinduistas. La India tiene la mayor concentración de vegetarianos del mundo: una consulta realizada en 2006 constató que el 31 % de los indios eran lactovegetarianos y otro 9 % eran ovovegetarianos. Entre las costumbres alimenticias más tradicionales y comunes están las comidas hechas cerca o en el propio suelo, las comidas segregadas por casta y género y el uso de la mano derecha o de un trozo de roti (tipo de pan) en lugar de los cubiertos.

### Artes

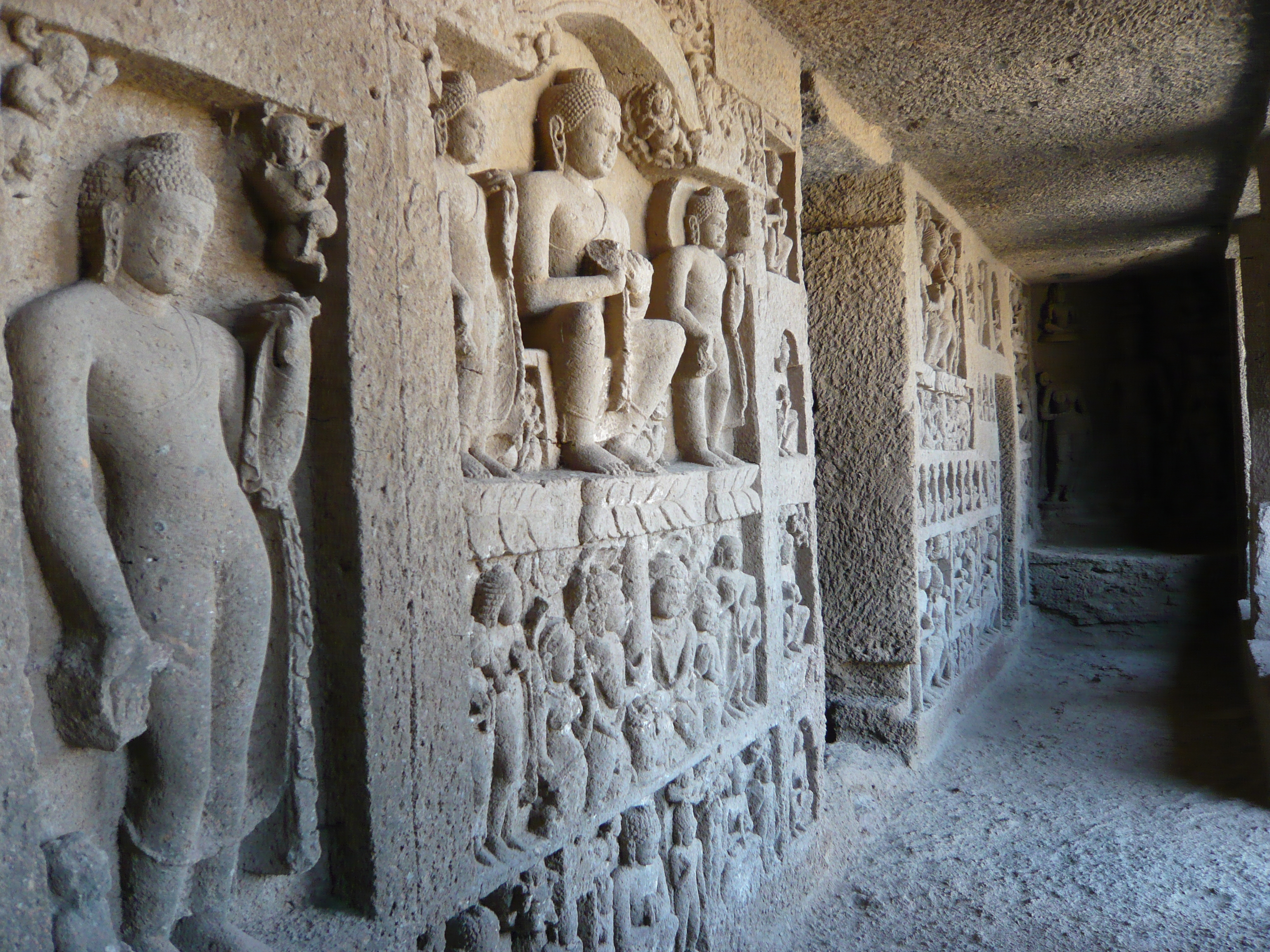
Las grutas de Elefanta fueron elegidas Patrimonio de la Humanidad por la UNESCO en 1987.

La arquitectura de la India también presenta grandes variaciones a nivel regional, además de que contiene influencias budistas, musulmanas y europeas. La estupa, la pagoda al aire libre, la gopuram y la sikhara son los tipos más comunes de la arquitectura de la India. Edificaciones famosas en la India, como el Taj Mahal, fomentan el desarrollo del turismo en el país.
La música india cubre una amplia gama de tradiciones y estilos regionales. En gran medida, la música clásica india abarca dos géneros importantes: la música carnática, encontrada principalmente en la zona sur del país, y la música clásica indostaní, generalmente desarrollada en el norte. Los instrumentos musicales propios de la música india se pueden dividir entre los clásicos, los folclóricos y los del extranjero.
Al igual que la música, la danza india también tiene diversas formas folclóricas y clásicas. Entre los bailes indios más conocidos se encuentran el bhangra de Panyab, el bihu de Assam, el chhau de Bengala Occidental, el jharkhand y el sambalpuri de Orissa y la ghoomar de Rayastán. Ocho formas de danza, muchas de ellos con elementos narrativos y mitológicos, han sido reconocidas con el estatus de danza clásica por la Academia Nacional de Música, Danza y Drama de la India. Estas son: bharatanatyam del estado de Tamil Nadu, kathak de Uttar Pradesh, kathakali y mohiniyattam de Kerala, kuchipudi de Andhra Pradesh, manipuri de Manipur, odissi de Orissa y la sattriya de Assam.
El teatro en la India a menudo incorpora música, danza y diálogos improvisados o escritos. A menudo las obras teatrales se basan en relatos obtenidos de la mitología hinduista, pero también se ocupan de temas más mundanos como las épicas historias de romances medievales y las noticias de eventos sociales y políticos recientes.
La industria cinematográfica india es la más grande en el mundo. Bollywood, un barrio ubicado en la ciudad de Bombay donde se realizan películas y comerciales en hindi, se ha convertido en el centro de la industria cinematográfica más prolífica en el mundo, y recientemente se ha igualado su importancia con la de Hollywood. También se realizan películas tradicionales y comerciales en zonas donde el bengalí, el kannada, el malayalam, el marathi, el tamil y el télugu son idiomas oficiales.
Las primeras obras de la literatura india fueron transmitidas originalmente de manera oral, y siglos más tarde fueron recopiladas de manera escrita. Estas obras incluyen textos de la literatura sánscrita —tales como los primeros Vedas, las epopeyas Majabhárata y Ramaiana, el drama Abhijñanasakuntalam (‘el reconocimiento de Sakúntala’) y poesías como los Majakavia— y textos de la literatura Sangam en tamil.
Entre los principales escritores indios contemporáneos destaca Rabindranath Tagore, quien ganó el premio Nobel de Literatura en 1913.

### Deportes

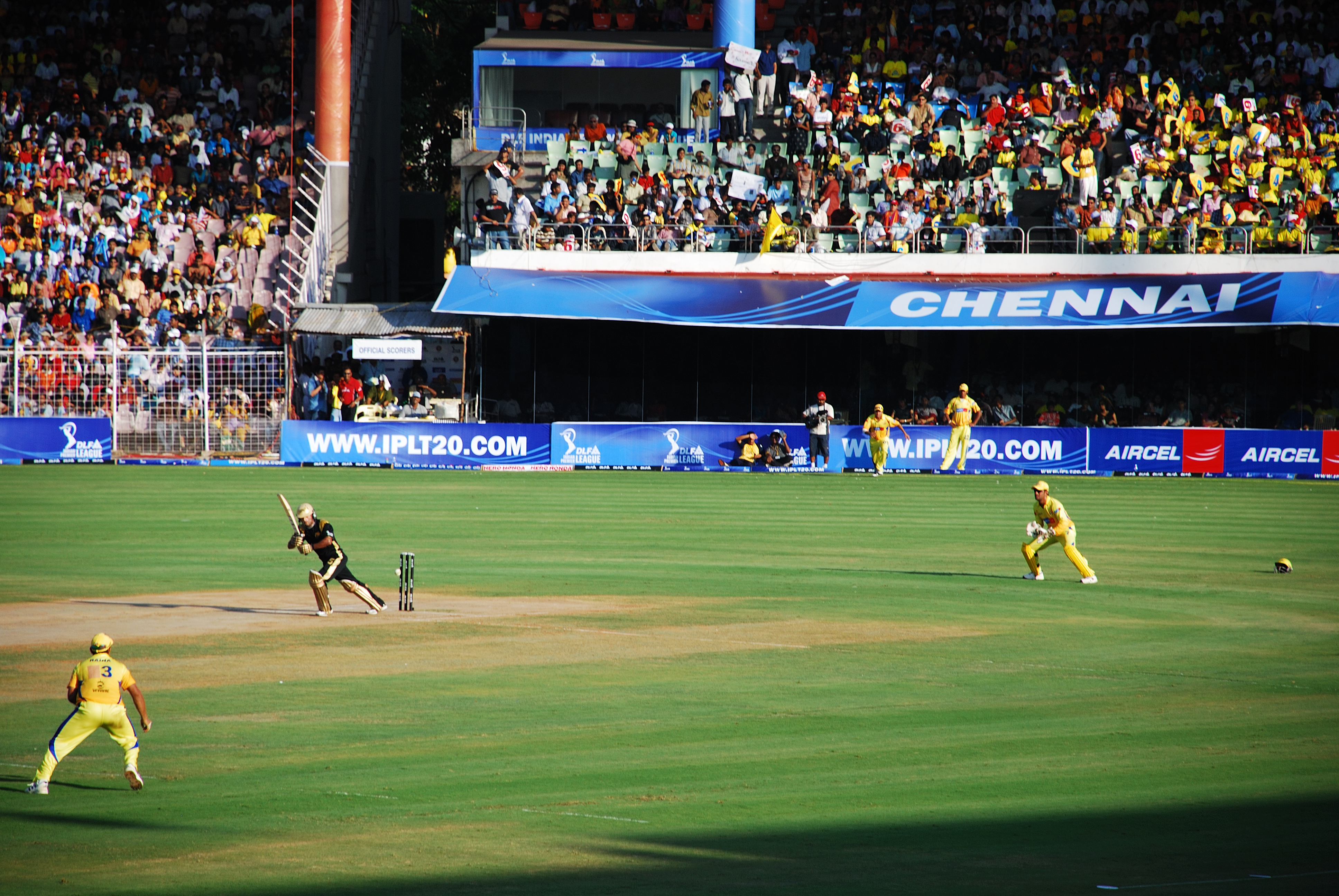
Un partido de críquet de la Premier League de India, entre el equipo Super Kings de Chennai y los Knight Riders de Calcuta.

Oficialmente, el deporte nacional de la India es el hockey sobre césped, el cual es administrado por la Federación de Hockey de la India. El equipo de hockey sobre césped indio ganó el Campeonato Mundial de 1975, de acreditarse ocho medallas de oro, una de plata y dos de bronce en los Juegos Olímpicos.
Sin embargo, el deporte más popular en el país es el críquet. La Selección de críquet de India ganó la Copa Mundial de Críquet de 1983 y la Copa Mundial de Críquet Twenty20 de 2007, además de que compartió el trofeo de Campeones de la CPI de 2002 con Sri Lanka. El críquet en la India es administrado por la Comisión de Control de Críquet en la India, y las competiciones nacionales incluyen la Copa Ranji, la Copa Duleep, la Copa Deodhar, la Copa Iraní y la Serie Challenger. La principal liga de críquet T20 es la Liga Premier de la India.
Recientemente, el tenis se ha vuelto más popular, debido a las victorias del equipo de la India en la Copa Davis. El fútbol también es un deporte muy popular en el noreste de la India, Bengala Occidental, Goa y Kerala.
La selección de fútbol de la India ha ganado la Copa de la Federación de Fútbol de Asia Meridional varias veces, pero no ha logrado potencial ni continental ni mundial. El ajedrez, que comúnmente se dice que se originó en la India, también ha ganado popularidad con el aumento en el número de Grandes Maestros indios.
Los deportes tradicionales incluyen el kabaddi, el kho kho y el gilli-danda, que se practican a nivel nacional. La India es también hogar de múltiples artes marciales antiguas, como el kalaripayatu y el varma kalai.
En la India, el Rajiv Gandhi Khel Ratna y los Premios Arjuna son las condecoraciones más prestigiosas que se entregan por logros en los deportes, mientras que el Premio Dronacharya es entregado por la excelencia en el entrenamiento. La India acogió o copatrocinó los Juegos Asiáticos de 1951 y de 1982, la Copa Mundial de Críquet de 1987 y de 1996. También albergó los Juegos de la Mancomunidad de 2010 y la Copa Mundial de Críquet de 2011.